# Liste der Säugetiere Europas

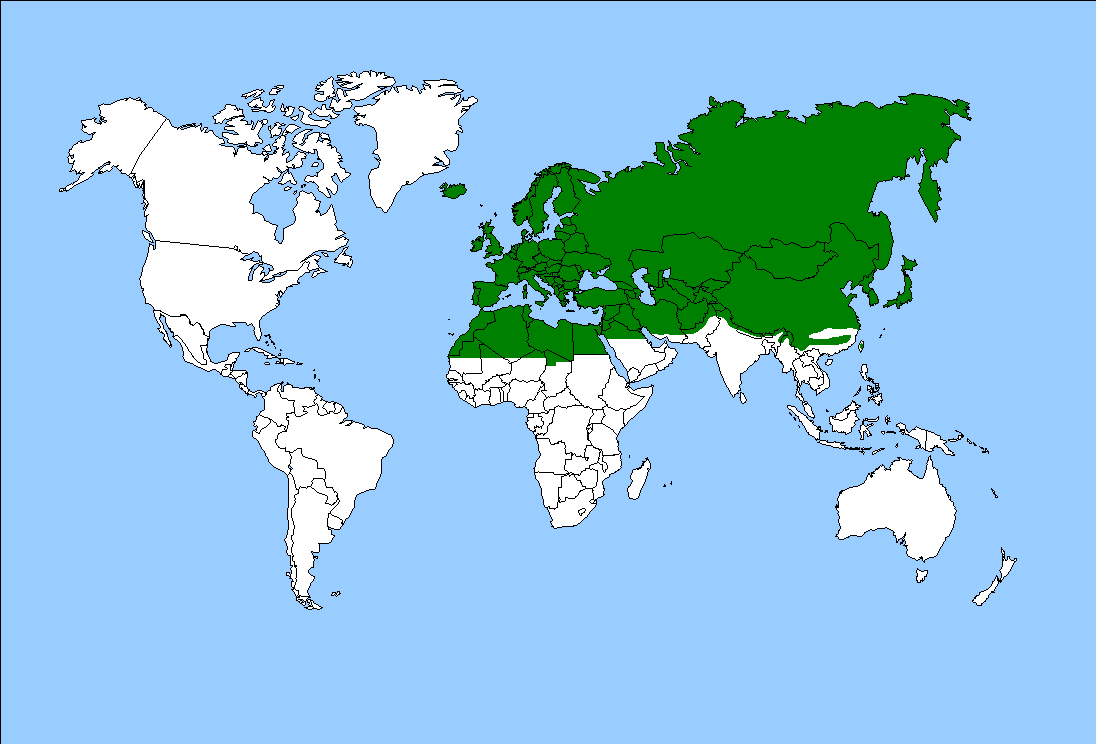
Europa liegt im westlichen Teil der Paläarktis.

Die Liste der Säugetiere Europas enthält die in Europa vorkommenden Arten der Säugetiere. Dabei gelten als Ostgrenze Europas das Uralgebirge und der Uralfluss, das Kaspische Meer, die Grenze Russlands im Kaukasus, das Schwarze Meer und der Bosporus. Auf den ägäischen Inseln Griechenlands, auf Zypern, auf Malta, auf den Kanaren, auf Madeira und auf den Azoren vorkommende Arten sind ebenfalls aufgeführt.
Bei Arten, die in sechs oder weniger Staaten Europas vorkommen, sind diese angegeben. Kleinstaaten werden dabei in der Regel nicht berücksichtigt. In Deutschland, Österreich oder der Schweiz vorkommende Arten sind durch Fettdruck hervorgehoben. Nach 1492 eingeführte Neozoen sind als solche gekennzeichnet. Haustierformen und der Mensch werden nicht berücksichtigt. Die Taxonomie und die Verbreitung folgen hauptsächlich Grimmberger und Mitarbeitern (2009). Die Reihenfolge der Gattungen und Arten folgt Aulagnier und Mitarbeitern (2009).

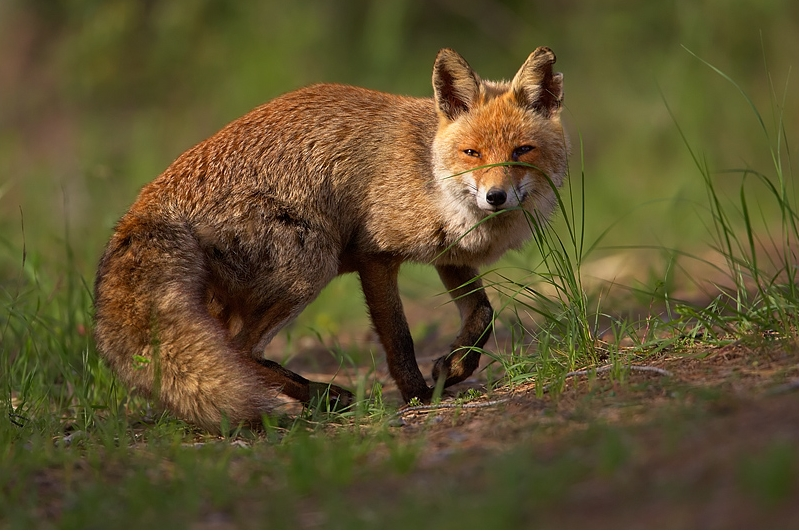
Der Rotfuchs ist beinahe in ganz Europa und weit darüber hinaus verbreitet.

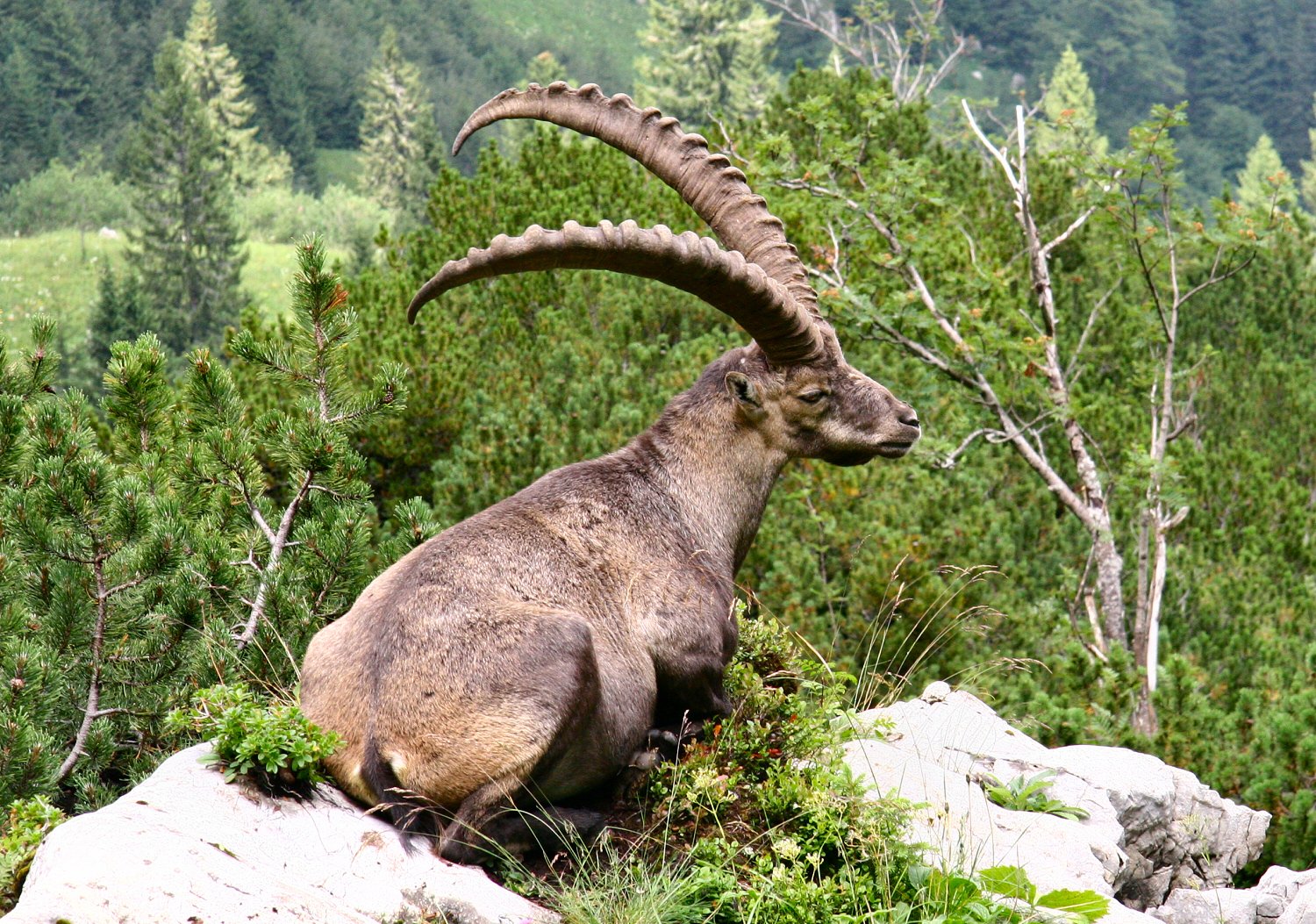
Der Alpensteinbock kommt dagegen nur in den Alpen Europas vor.

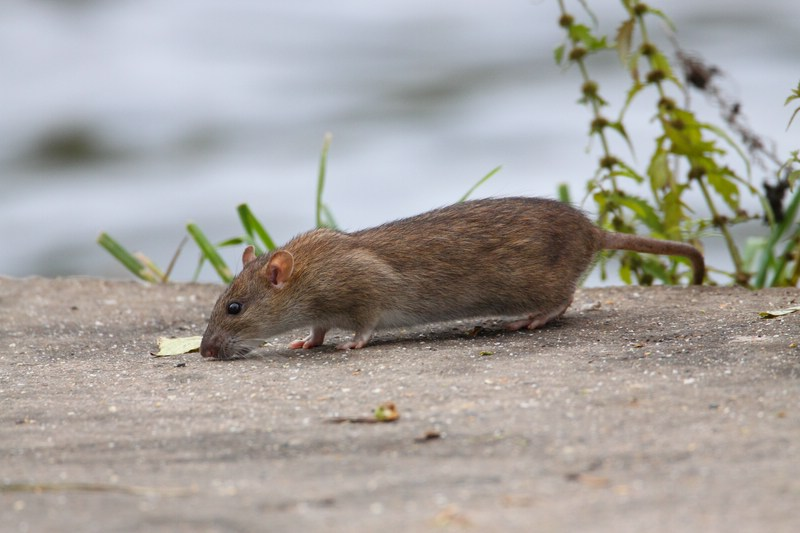
Die Wanderratte stammt aus dem gemäßigten Osten der Paläarktis. Erst in der Neuzeit gelangte sie nach Europa.

## Diprotodontia

### Kängurus (Macropodidae)
- Rotnackenwallaby (Macropus rufogriseus) – Neozoon in Deutschland, im Vereinigten Königreich und der Isle of Man

## Primaten

### Meerkatzenartige (Cercopithecidae)
- Berberaffe (Macaca sylvanus) – Gibraltar

## Nagetiere

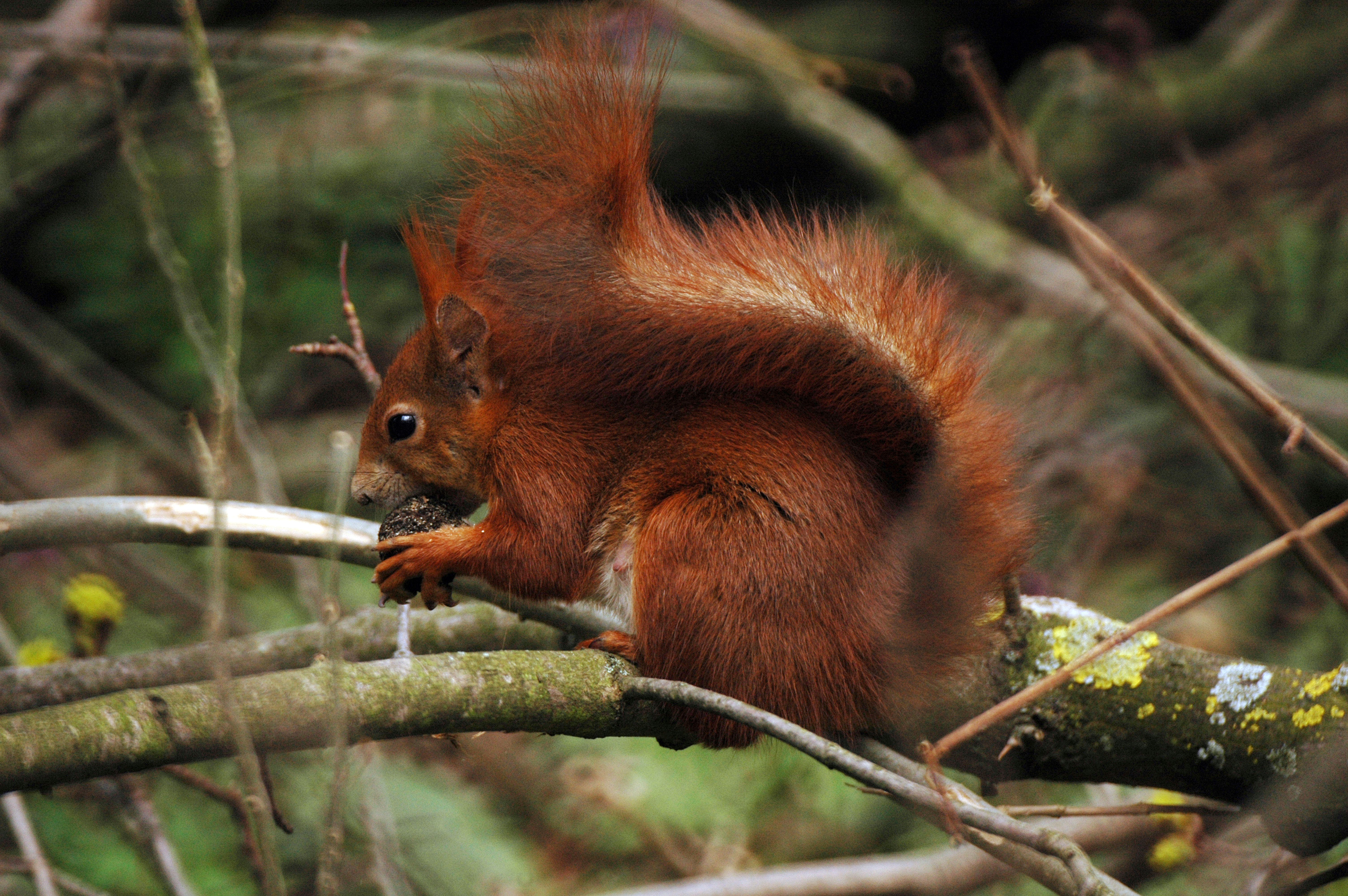
Eichhörnchen

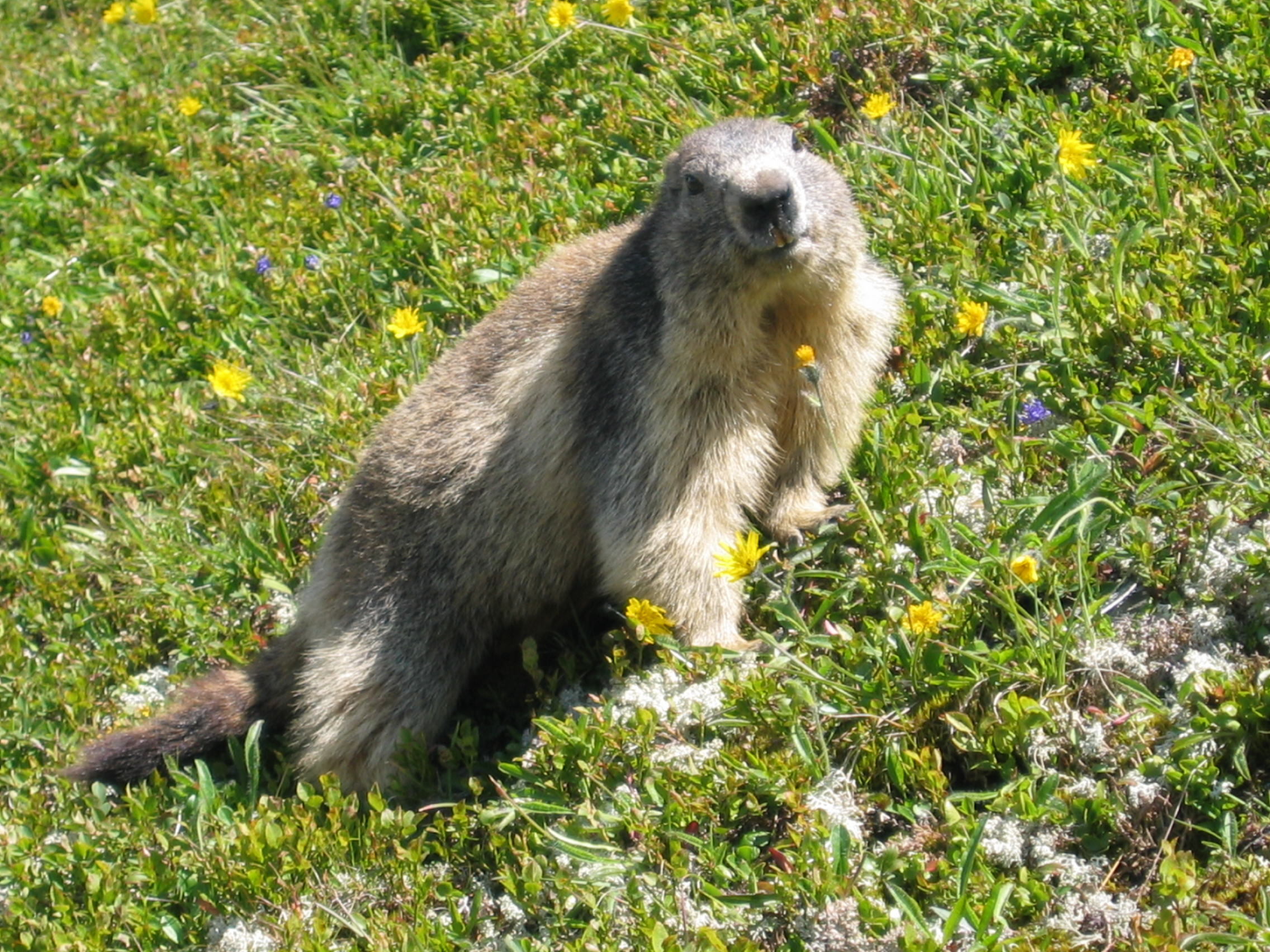
Alpenmurmeltier

### Hörnchen (Sciuridae)
- Baum- und Gleithörnchen (Sciurinae)
  - Eurasisches Eichhörnchen (Sciurus vulgaris)
  - Kaukasisches Eichhörnchen (Sciurus anomalus) – Griechenland (Ägäis), Russland und Türkei
  - Grauhörnchen (Sciurus carolinensis) – Neozoon im Vereinigten Königreich (mit Nordirland), Irland und Italien
  - Europäisches Gleithörnchen (Pteromys volans) – Estland, Finnland, Lettland und Russland
- Schönhörnchen (Callosciurinae)
  - Pallashörnchen (Callosciurus erythraeus) – Neozoon in Frankreich
  - Finlayson-Hörnchen (Callosciurus finlaysonii) – Neozoon in Italien
- Erdhörnchen (Xerinae)
  - Atlashörnchen (Atlantoxerus getulus) – Neozoon in Spanien (Kanaren)
  - Alpenmurmeltier (Marmota marmota)
  - Steppenmurmeltier (Marmota bobak) – Kasachstan, Russland und Ukraine
  - Europäischer Ziesel (Spermophilus citellus)
  - Gelbziesel (Spermophilus fulvus) – Kasachstan und Russland
  - Rotgelber Ziesel (Spermophilus major) – Kasachstan und Russland
  - Kaukasus-Ziesel (Spermophilus musicus) – Russland
  - Kleinziesel (Spermophilus pygmaeus) – Kasachstan, Russland und Ukraine
  - Perlziesel (Spermophilus suslicus)
  - Burunduk (Tamias sibiricus) – Russland; sonst als Neozoon
  - Streifen-Backenhörnchen (Tamias striatus) – Neozoon in Deutschland und Österreich
  - Père-David-Rothörnchen (Sciurotamias davidianus) – Neozoon in Belgien

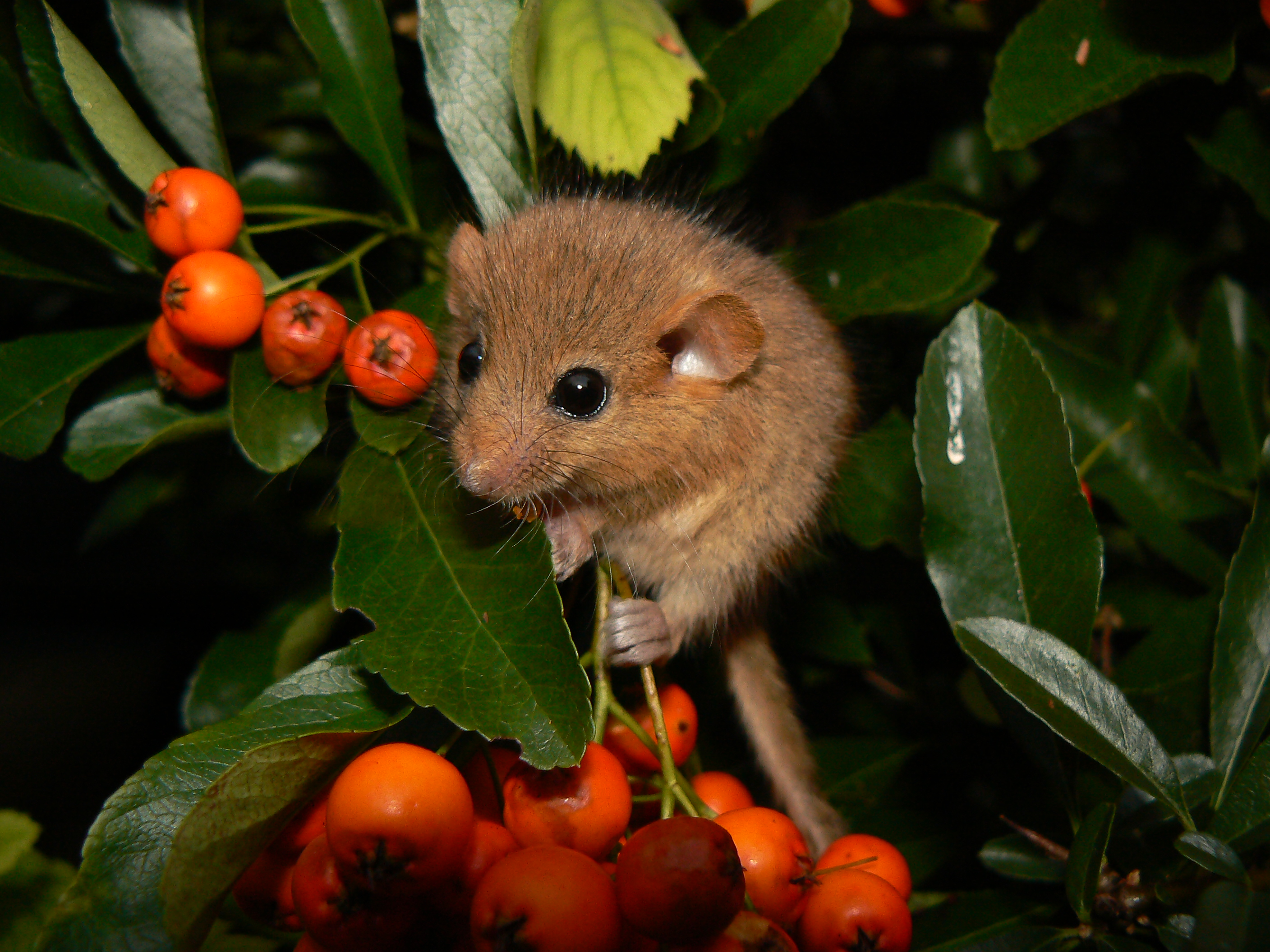
Haselmaus

### Bilche (Gliridae)
- Paläarktische Schläfer (Leithiinae)
  - Baumschläfer (Dryomys nitedula)
  - Gartenschläfer (Eliomys quercinus)
  - Mausschläfer (Myomyimus roachi) – Bulgarien, Griechenland und Türkei
  - Haselmaus (Muscardinus avellanarius)

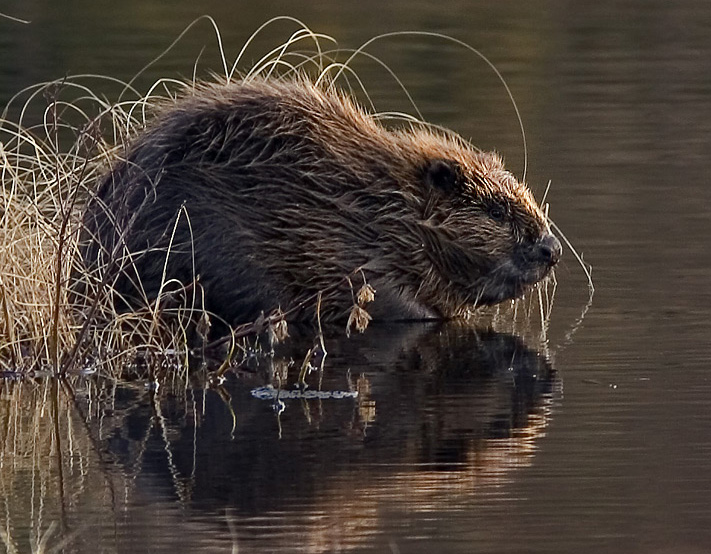
Europäischer Biber

- Siebenschläfer (Glirinae)
  - Siebenschläfer (Glis glis)

### Biber (Castoridae)
- Europäischer Biber (Castor fiber)
- Kanadischer Biber (Castor canadensis) – Neozoon in Finnland, Österreich und Russland

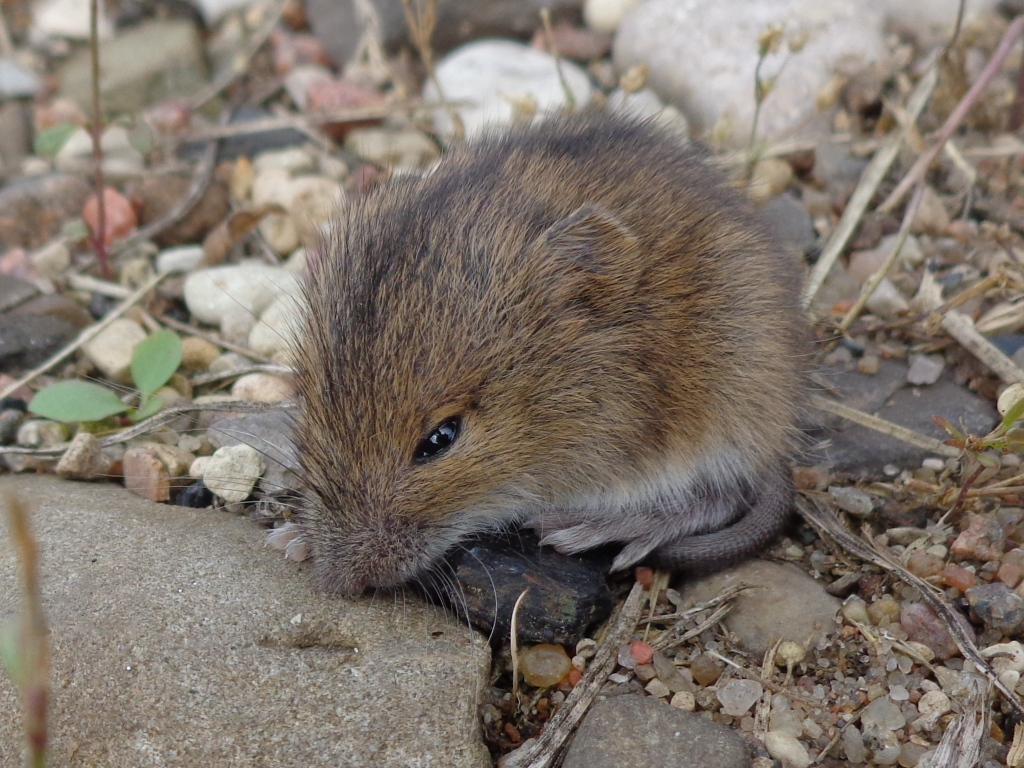
Waldbirkenmaus

### Springmäuse (Dipodidae)
- Pferdespringer (Allactaginae)
  - Kleiner Pferdespringer (Allactaga elater) – Kasachstan und Russland
  - Großer Pferdespringer (Allactaga major) – Kasachstan, Russland und Ukraine
  - Erdhase (Pygeretmus pumilio) – Kasachstan und Russland
- Dreizehen-Springmäuse (Dipodinae)
  - Raufuß-Springmaus (Dipus sagitta) – Kasachstan und Russland
  - Westliche Dickschwanzspringmaus (Stylodipus telum) – Kasachstan, Russland und Ukraine
- Birkenmäuse (Sicistinae)
  - Waldbirkenmaus (Sicista betulina)
  - Südliche Waldbirkenmaus (Sicista strandi) – Russland und Ukraine
  - Steppenbirkenmaus (Sicista subtilis)
  - Dunkle Steppenbirkenmaus (Sicista severtzovi) – Russland und Ukraine
  - Westkaukasische Buschmaus (Sicista caucasica) – Russland
  - Kasbek-Buschmaus (Sicista kazbegica) – Russland
  - Nordkaukasische Buschmaus (Sicista kluchorica) – Russland

### Spalacidae
- Blindmäuse (Spalacinae)
  - Westblindmaus (Nannospalax leucodon)
  - Bukowina-Blindmaus (Spalax graecus) – Rumänien und Ukraine
  - Mehely-Blindmaus (Spalax antiquus)
  - Ostblindmaus (Spalax microphthalmus) – Russland und Ukraine
  - Podolien-Blindmaus (Spalax zemni) – Ukraine
  - Riesenblindmaus (Spalax giganteus) – Russland
  - Sandblindmaus (Spalax arenarius) – Ukraine

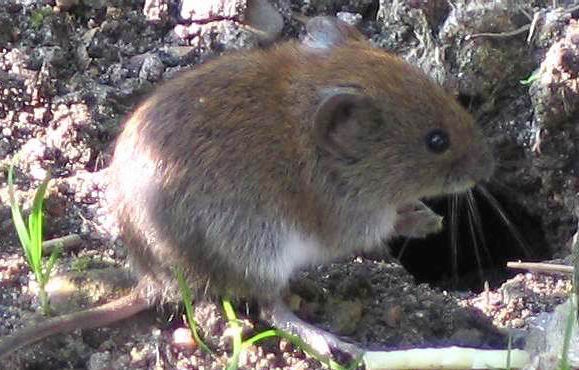
Rötelmaus

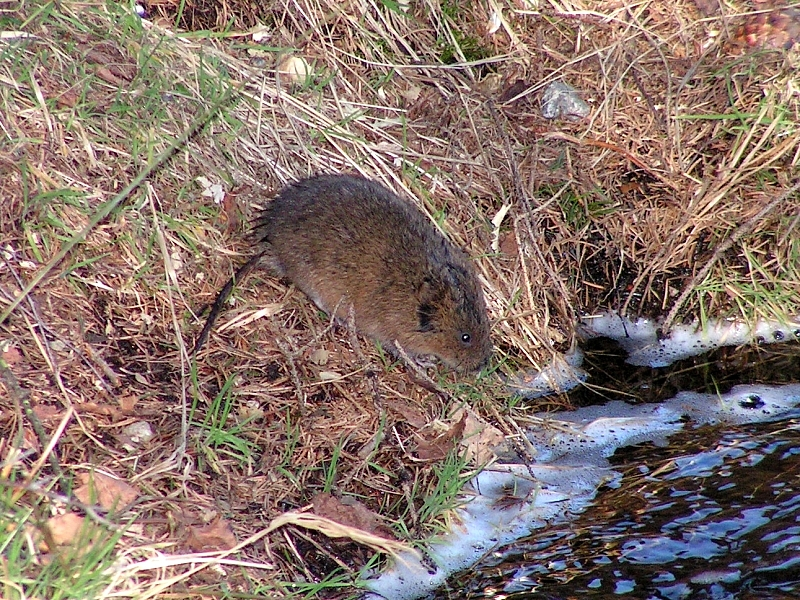
Ostschermaus

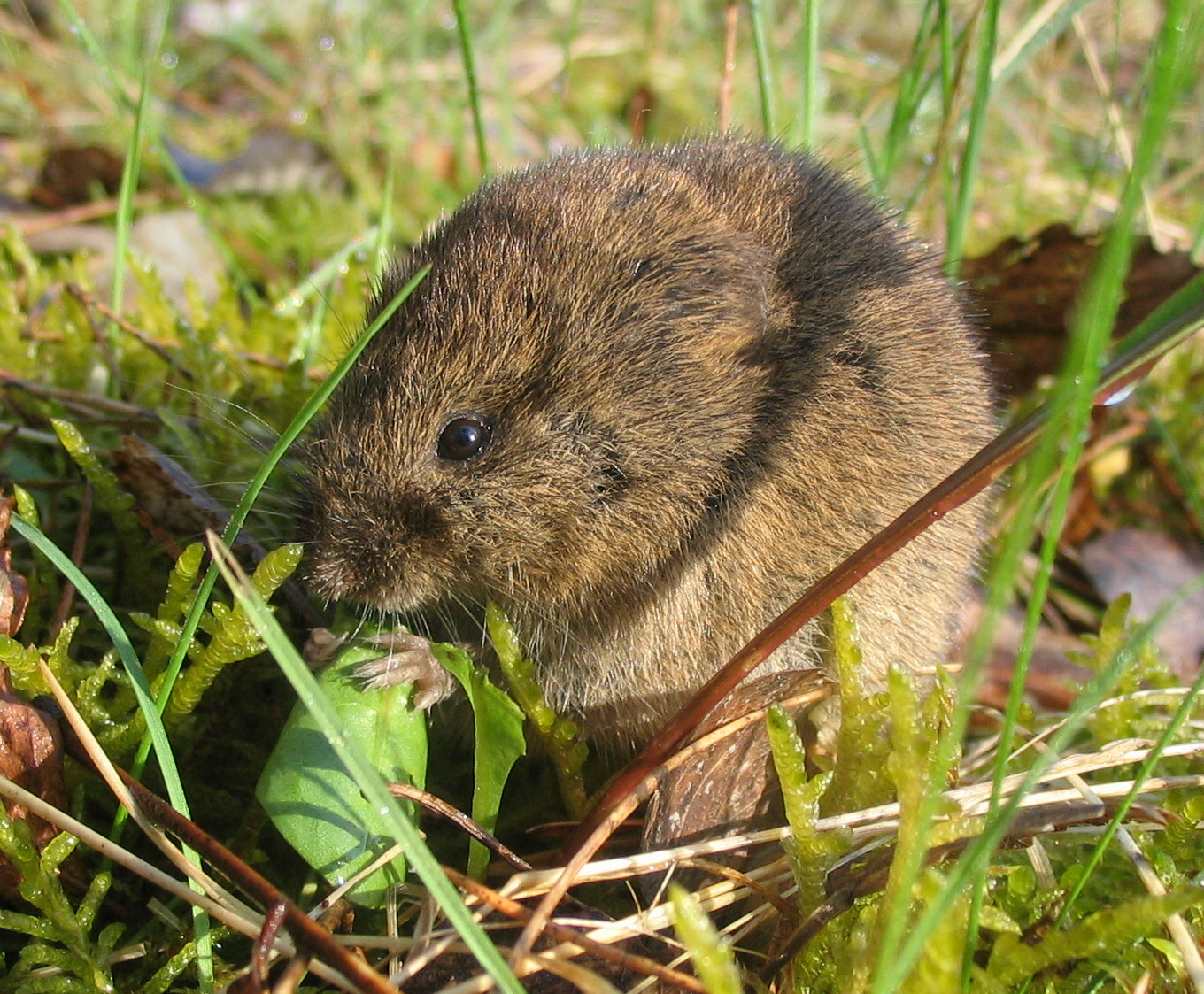
Feldmaus

### Wühler (Cricetidae)
- Wühlmäuse (Arvicolinae)
  - Echter Halsbandlemming (Dicrostonyx torquatus) – Russland
  - Nördlicher Mull-Lemming (Ellobius talpinus) – Kasachstan, Russland und Ukraine
  - Steppenlemming (Lagurus lagurus) – Kasachstan, Russland und Ukraine
  - Berglemming (Lemmus lemmus) – Finnland, Norwegen, Russland und Schweden
  - Sibirischer Lemming (Lemmus sibiricus) – Russland
  - Waldlemming (Myopus schisticolor) – Finnland, Norwegen, Russland und Schweden
  - Bisamratte (Ondatra zibethicus) – Neozoon
  - Rötelmaus (Myodes glareolus)
  - Polarrötelmaus (Myodes rutilus) – Finnland, Norwegen, Russland und Schweden
  - Graurötelmaus (Myodes rufocanus) – Finnland, Norwegen, Russland und Schweden
  - Prometheus-Maus (Prometheomys schaposchnikovi) – Russland
  - Westschermaus (Arvicola sapidus) – Frankreich, Portugal und Spanien
  - Ostschermaus (Arvicola amphibius)
  - Bergschermaus (Arvicola scherman)
  - Martino-Schneemaus (Dinaromys bogdanovi)
  - Schneemaus (Chionomys nivalis)
  - Kaukasus-Schneemaus (Chionomys gud) – Russland
  - Roberts Schneemaus (Chionomys roberti) – Russland
  - Nordische Wühlmaus (Microtus oeconomus)
  - Middendorff-Wühlmaus (Microtus middendorffii) – Russland
  - Schmalkopf-Wühlmaus (Microtus gregalis) – Russland
  - Cabrera-Wühlmaus (Microtus cabrerae) – Portugal und Spanien
  - Erdmaus (Microtus agrestis)
  - Feldmaus (Microtus arvalis)
  - Östliche Feldmaus (Microtus obscurus) – Kasachstan, Russland und Ukraine
  - Südfeldmaus (Microtus levis)
  - Levante-Wühlmaus (Microtus socialis) – Russland und Ukraine
  - Mittelmeer-Feldmaus (Microtus guentheri) – Bulgarien, Griechenland, Mazedonien und Türkei
  - Kurzohrmaus (Microtus subterraneus)
  - Mittelmeer-Kleinwühlmaus (Microtus duodecimcostatus) – Frankreich, Portugal und Spanien
  - Iberische Kleinwühlmaus (Microtus lusitanicus) – Frankreich, Portugal und Spanien
  - Pyrenäen-Kleinwühlmaus (Microtus gerbei) – Frankreich und Spanien
  - Italienische Kleinwühlmaus (Microtus savii) – Frankreich, Italien und Schweiz
  - Kalabrien-Kleinwühlmaus (Microtus brachycercus) – Italien
  - Felten-Kleinwühlmaus (Microtus felteni) – Albanien, Griechenland, Mazedonien, Montenegro und Serbien
  - Bayerische Kurzohrmaus (Microtus bavaricus) – Deutschland und Österreich
  - Alpen-Kleinwühlmaus (Microtus multiplex) – Frankreich, Italien, Österreich und Schweiz
  - Illyrische Kurzohrmaus (Microtus liechtensteini)
  - Tatra-Kleinwühlmaus (Microtus tatricus) – Polen, Rumänien, Slowakei, Tschechien und Ukraine
  - Balkan-Kurzohrmaus (Microtus thomasi) – Albanien, Bosnien-Herzegowina, Griechenland, Mazedonien, Montenegro und Serbien
  - Schwarzmeer-Kleinwühlmaus (Microtus majori) – Russland
  - Kaukasus-Kleinwühlmaus (Microtus daghestanicus) – Russland
- Hamster (Cricetinae)
  - Eversmann-Zwerghamster (Allocricetulus eversmanni) – Kasachstan und Russland
  - Feldhamster (Cricetus cricetus)
  - Türkischer Hamster (Mesocricetus brandti) – südöstliches Dagestan
  - Rumänischer Hamster (Mesocricetus newtoni) – Bulgarien und Rumänien
  - Schwarzbrusthamster (Mesocricetus raddei) – Russland
  - Grauer Zwerghamster (Nothocricetulus migratorius)

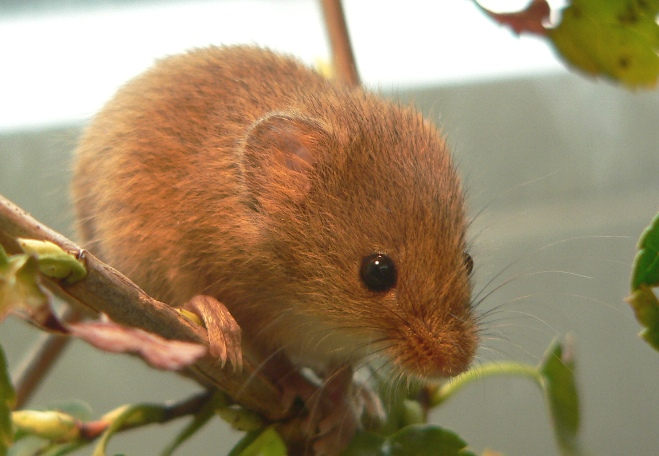
Zwergmaus

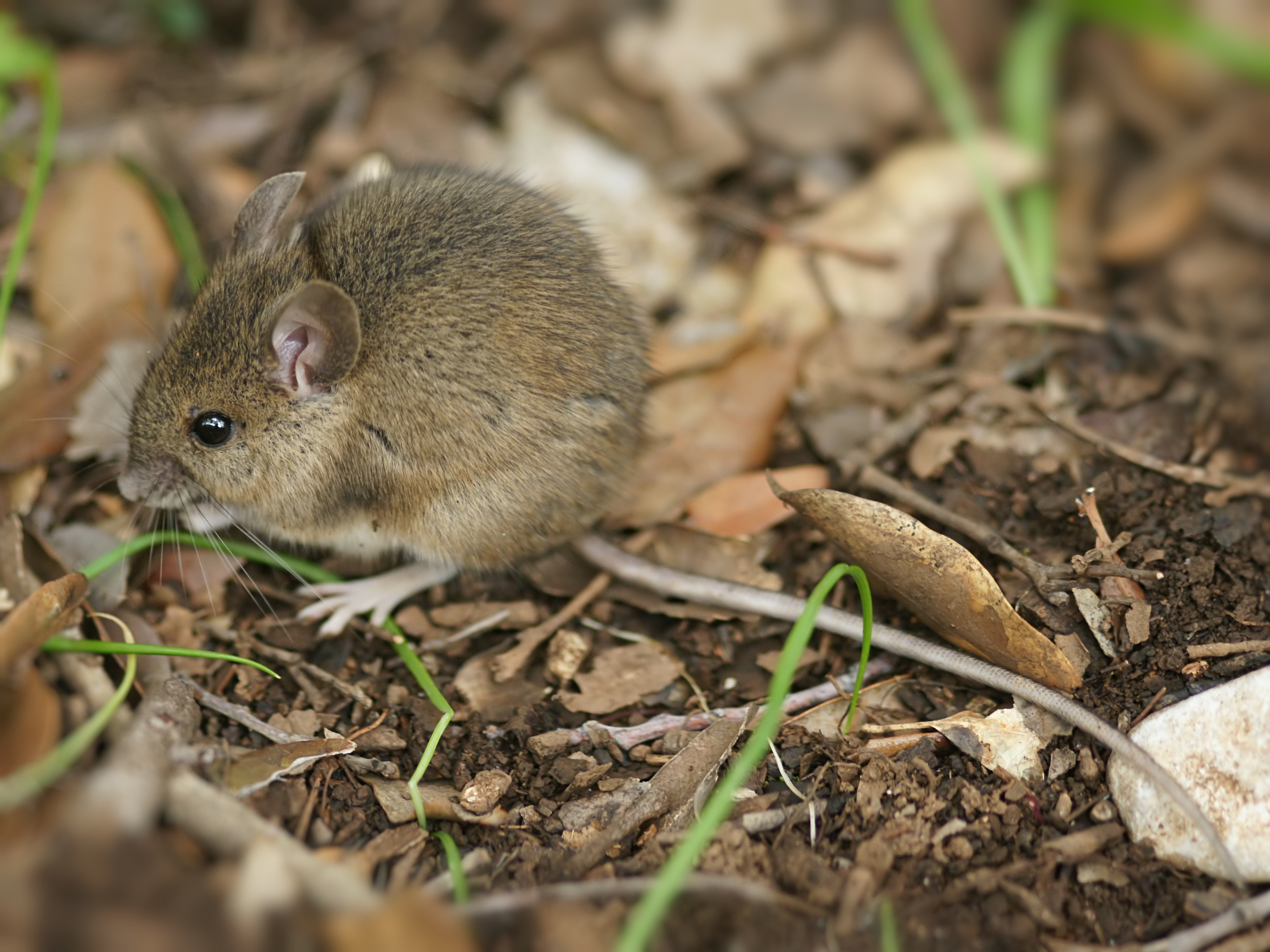
Waldmaus

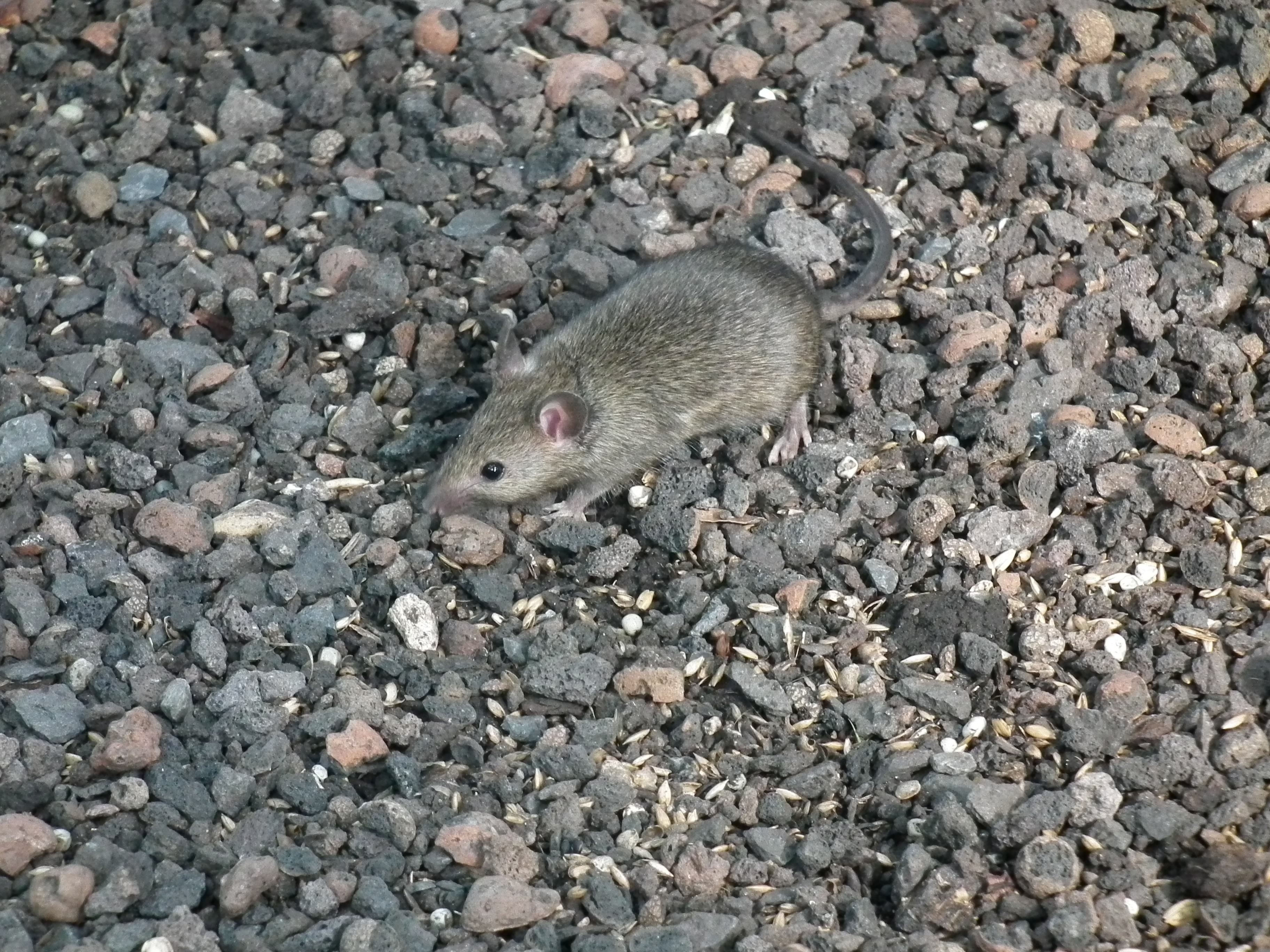
Westliche Hausmaus

### Langschwanzmäuse (Muridae)
- Stachelmausverwandte (Deomyinae)
  - Kreta-Stachelmaus (Acomys minous) – Griechenland (Kreta)
  - Zypern-Stachelmaus (Acomys nesiotes) – Zypern
- Rennmäuse (Gerbillinae)
  - Tamarisken-Rennratte (Meriones tamariscinus) – Kasachstan und Russland
  - Tristram-Rennratte (Meriones tristrami) – Griechenland (Ägäis)
  - Mittagsrennratte (Meriones meridianus) – Kasachstan und Russland
- Altweltmäuse (Murinae)
  - Wanderratte (Rattus norvegicus) – Neozoon
  - Hausratte (Rattus rattus)
  - Zwergmaus (Micromys minutus)
  - Brandmaus (Apodemus agrarius)
  - Östliche Felsenmaus (Apodemus mystacinus) – Griechenland (Ägäis und Kreta)
  - Westliche Felsenmaus (Apodemus epimelas)
  - Gelbhalsmaus (Apodemus flavicollis)
  - Schwarzmeer-Waldmaus (Apodemus ponticus) – Russland
  - Alpenwaldmaus (Apodemus alpicola) – Deutschland, Frankreich, Italien, Österreich und Schweiz
  - Waldmaus (Apodemus sylvaticus)
  - Zwergwaldmaus (Apodemus uralensis)
  - Steppenwaldmaus (Apodemus witherbyi) – Russland und Ukraine
  - Östliche Hausmaus (Mus musculus)
  - Westliche Hausmaus (Mus domesticus)
  - Makedonische Hausmaus (Mus macedonicus)
  - Zypern-Maus (Mus cypriacus) – Zypern
  - Ährenmaus (Mus spicilegus)
  - Algerische Maus (Mus spretus) – Frankreich, Portugal und Spanien

### Stachelschweine (Hystricidae)
- Gewöhnliches Stachelschwein (Hystrix cristata) – Albanien, Griechenland und Italien
- Weißschwanz-Stachelschwein (Hystrix indica) – Russland

### Biberratten (Myocastoridae)
- Biberratte (Myocastor coypus) – Neozoon

## Hasenartige

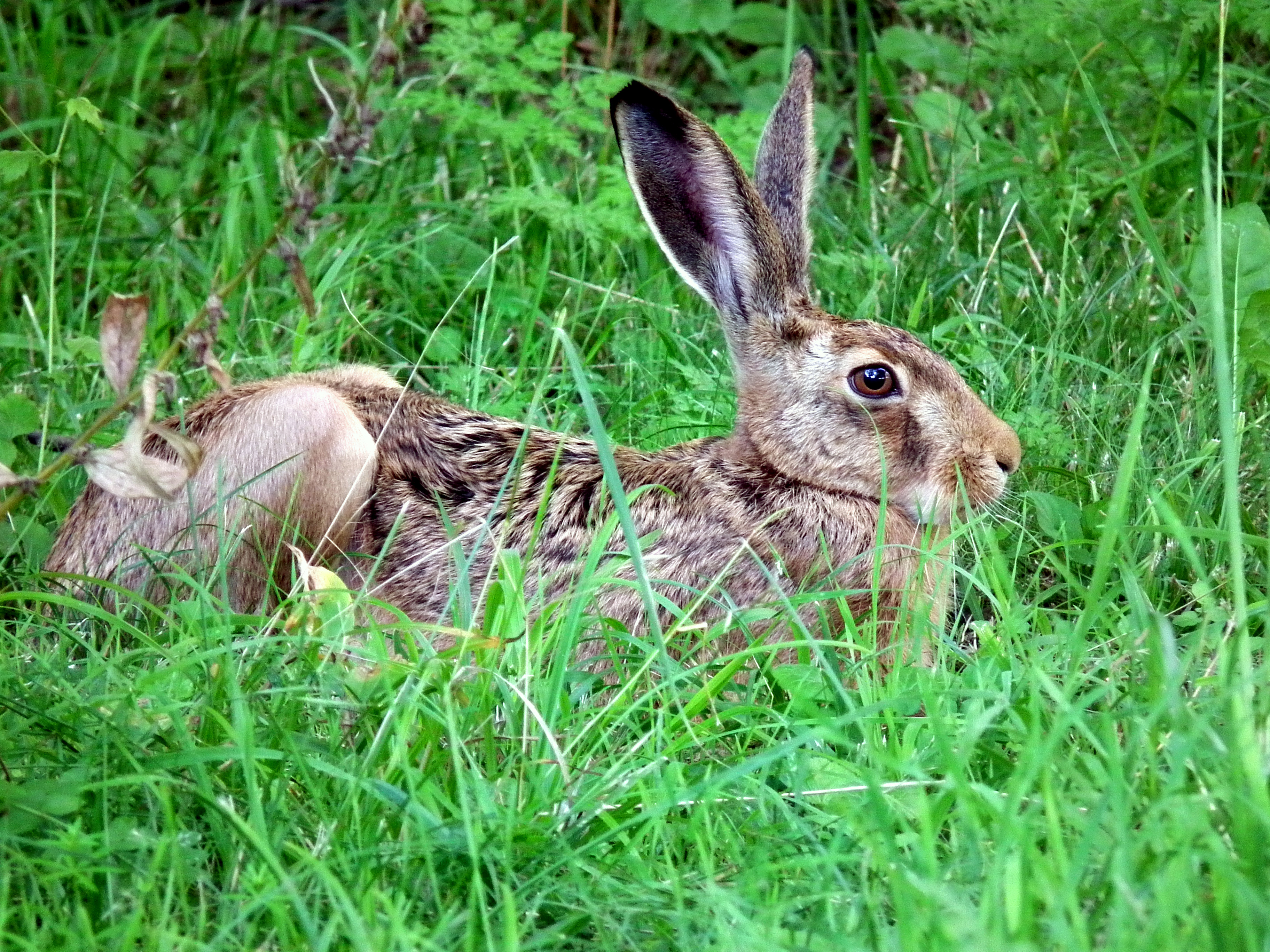
Feldhase

### Pfeifhasen (Ochotonidae)
- Steppenpfeifhase (Ochotona pusilla) – Kasachstan und Russland

### Hasen (Leporidae)
- Kaphase/Sardischer Hase (Lepus capensis mediterraneus) – Italien (Sardinien)
- Feldhase (Lepus europaeus)
- Korsika-Hase (Lepus corsicanus) – Frankreich (Korsika) und Italien (mit Sizilien)
- Castroviejo-Hase (Lepus castroviejoi) – Spanien
- Iberischer Hase (Lepus granatensis) – Portugal und Spanien (mit Mallorca)
- Schneehase (Lepus timidus)
- Wildkaninchen (Oryctolagus cuniculus)
- Florida-Waldkaninchen (Sylvilagus floridanus) – Neozoon in Italien

## Insektenfresser

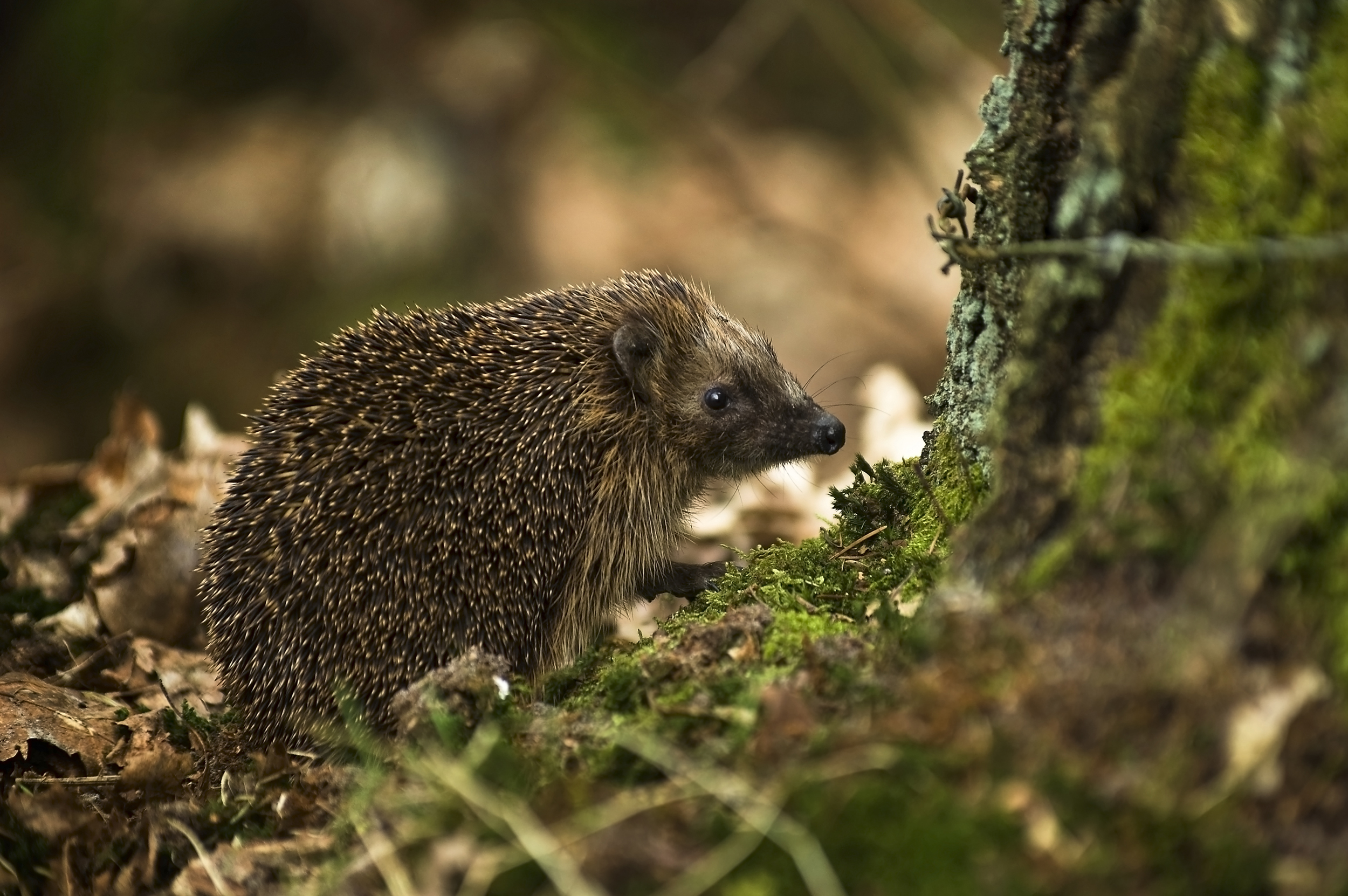
Braunbrustigel

### Igel (Erinaceidae)
- Braunbrustigel (Erinaceus europaeus)
- Nördlicher Weißbrustigel (Erinaceus roumanicus)
- Algerischer Igel (Atelerix algirus) – Malta und Spanien (mit Balearen und Kanaren)
- Eigentlicher Langohrigel (Hemiechinus auritus) – Kasachstan, Russland, Ukraine und Zypern

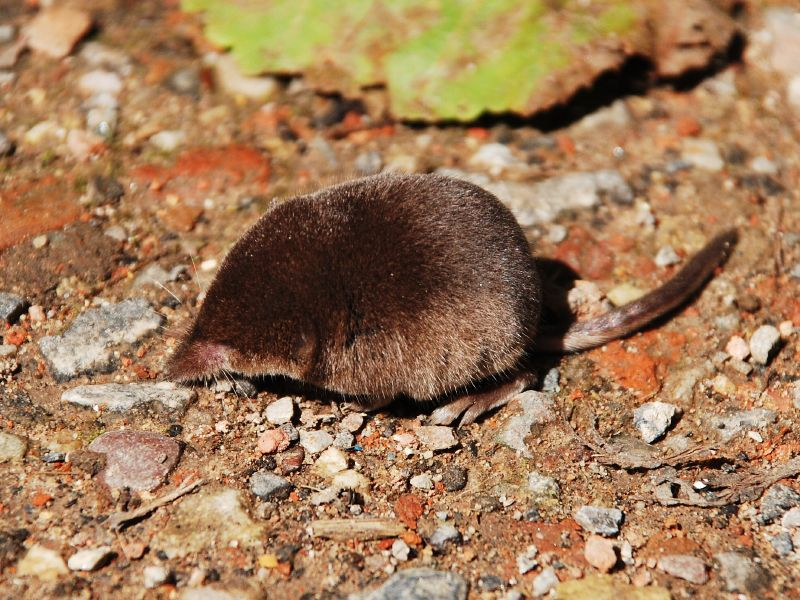
Zwergspitzmaus

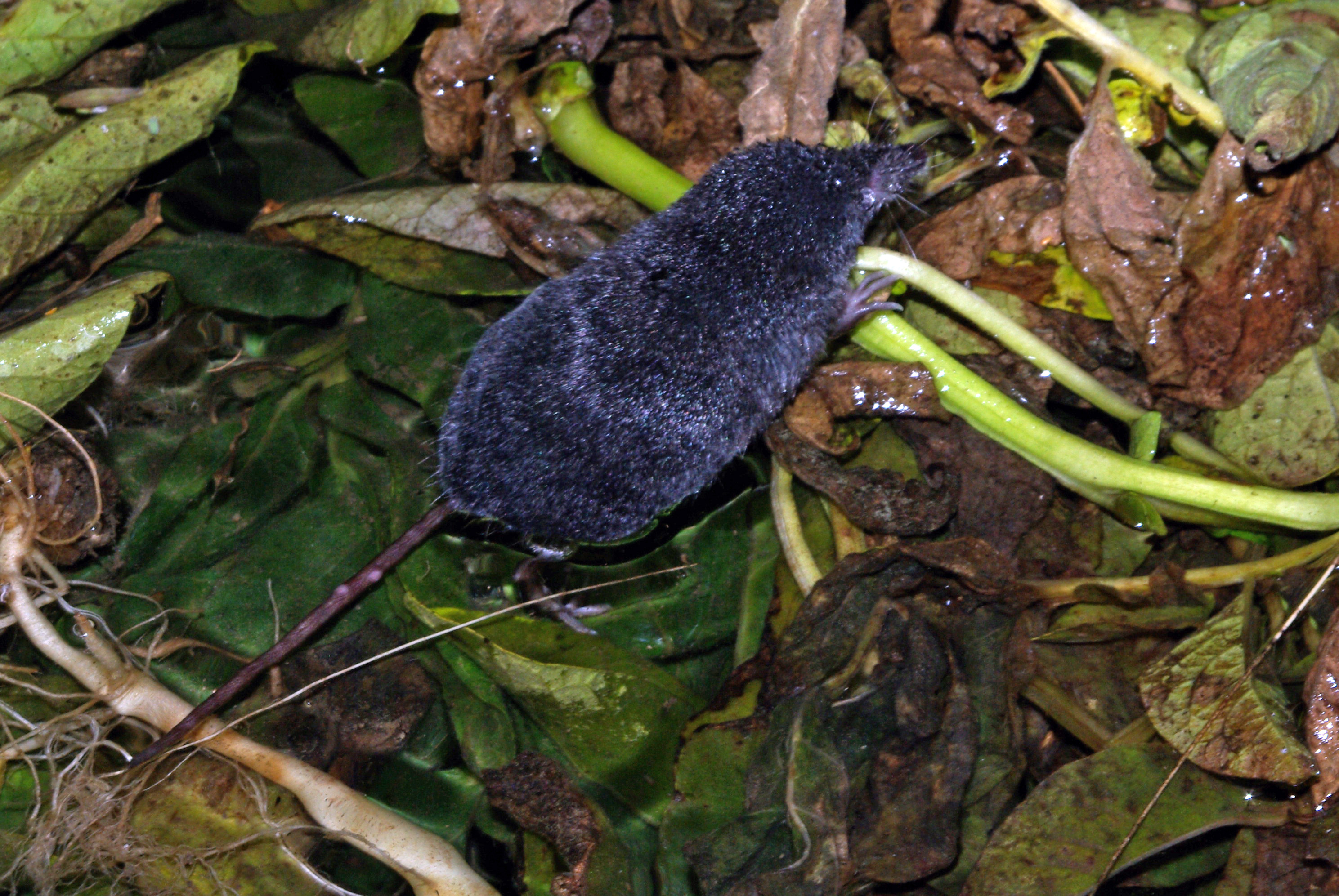
Sumpfspitzmaus

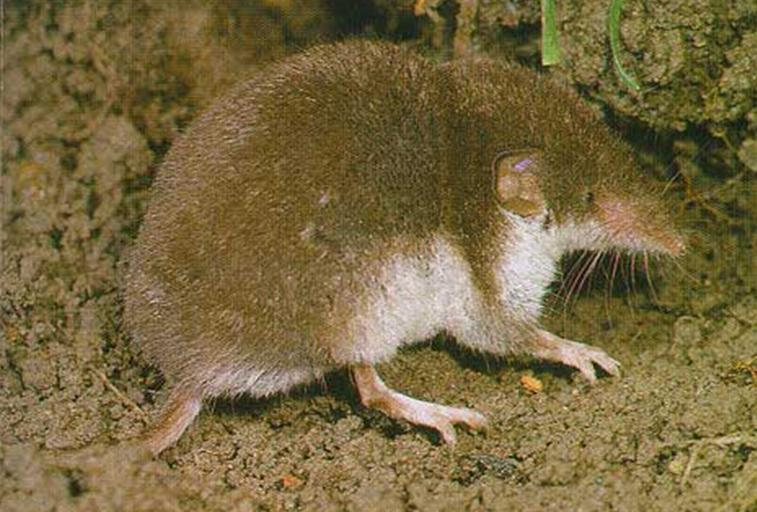
Feldspitzmaus

### Spitzmäuse (Soricidae)
- Rotzahnspitzmäuse (Soricinae)
  - Waldspitzmaus (Sorex araneus)
  - Dnepr-Waldspitzmaus (Sorex averini) – Ukraine
  - Walliser Waldspitzmaus (Sorex antinorii) – Frankreich, Italien, Kroatien, Slowenien und Schweiz
  - Venetien-Spitzmaus (Sorex arunchi) – Italien, Kroatien und Slowenien
  - Schabrackenspitzmaus (Sorex coronatus)
  - Iberische Waldspitzmaus (Sorex granarius) – Portugal und Spanien
  - Italienische Waldspitzmaus (Sorex samniticus) – Italien
  - Kaukasus-Spitzmaus (Sorex satunini) – Russland und Ukraine (Krim)
  - Radde-Spitzmaus (Sorex raddei) – Russland
  - Alpenspitzmaus (Sorex alpinus)
  - Zwergspitzmaus (Sorex minutus)
  - Kaukasische Zwergspitzmaus (Sorex volnuchini) – Russland und Ukraine (Krim)
  - Lapplandspitzmaus (Sorex caecutiens)
  - Taigaspitzmaus (Sorex isodon) – Finnland, Norwegen, Russland, Schweden und Belarus
  - Knirpsspitzmaus (Sorex minutissimus) – Finnland, Kasachstan, Norwegen, Russland und Schweden
  - Tundraspitzmaus (Sorex tundrensis) – Russland
  - Wasserspitzmaus (Neomys fodiens)
  - Sumpfspitzmaus (Neomys anomalus)
  - Kaukasische Bachspitzmaus (Neomys teres) – Russland
- Weißzahnspitzmäuse (Crocidurinae)
  - Feldspitzmaus (Crocidura leucodon)
  - Gartenspitzmaus (Crocidura suaveolensis)
  - Sizilien-Spitzmaus (Crocidura sicula) – Malta und Italien (Sizilien)
  - Kanaren-Spitzmaus (Crocidura canariensis) – Spanien (Kanaren)
  - Hausspitzmaus (Crocidura russula)
  - Punierspitzmaus (Crocidura ichnusae) – Italien (Pantelleria und Sardinien) und Spanien (Ibiza)
  - Kretaspitzmaus (Crocidura zimmermanni) – Griechenland (Kreta)
  - Etruskerspitzmaus (Suncus etruscus)
  - Gescheckte Wüstenspitzmaus (Diplomesodon pulchellum) – Kasachstan und Russland

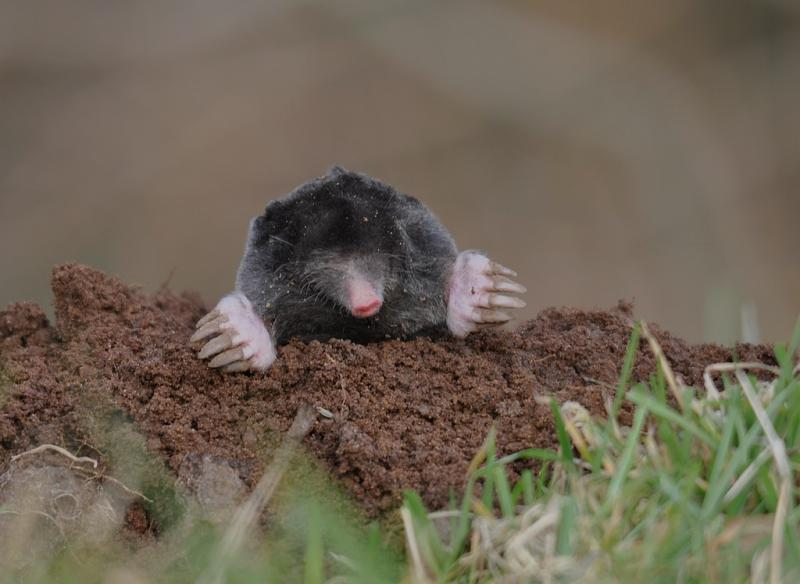
Europäischer Maulwurf

### Maulwürfe (Talpidae)
- Pyrenäen-Desman (Galemys pyrenaicus) – Frankreich, Portugal und Spanien
- Russischer Desman (Desmana moschata) – Kasachstan, Russland und Ukraine
- Europäischer Maulwurf (Talpa europaea)
- Kaukasischer Maulwurf (Talpa caucasica) – Russland
- Römischer Maulwurf (Talpa romana) – Italien
- Balkan-Maulwurf (Talpa stankovici) – Albanien, Bosnien-Herzegowina, Griechenland, Mazedonien, Montenegro und Serbien
- Blindmaulwurf (Talpa caeca)
- Schwarzmeer-Maulwurf (Talpa levantis) – Bulgarien, Russland und Türkei
- Iberischer Maulwurf (Talpa occidentalis) – Portugal und Spanien

## Fledertiere

### Flughunde (Pteropodidae)
- Nilflughund (Rousettus aegyptiacus) – Zypern

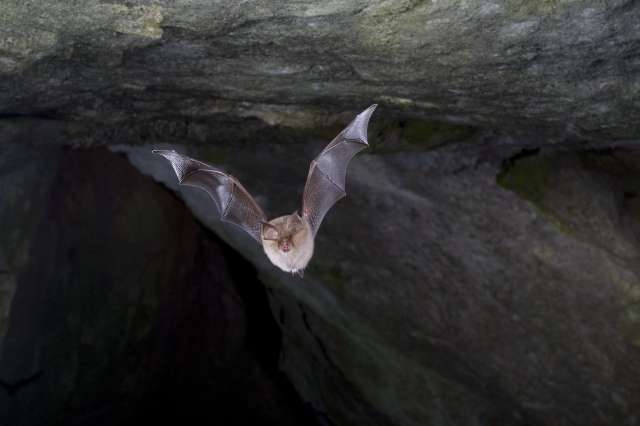
Kleine Hufeisennase

### Hufeisennasen (Rhinolophidae)
- Blasius-Hufeisennase (Rhinolophus blasii)
- Mittelmeer-Hufeisennase (Rhinolophus euryale)
- Meheley-Hufeisennase (Rhinolophus mehelyi)
- Kleine Hufeisennase (Rhinolophus hipposideros)
- Große Hufeisennase (Rhinolophus ferrumequinum)

### Bulldoggfledermäuse (Molossidae)
- Europäische Bulldoggfledermaus (Tadarida teniotis)

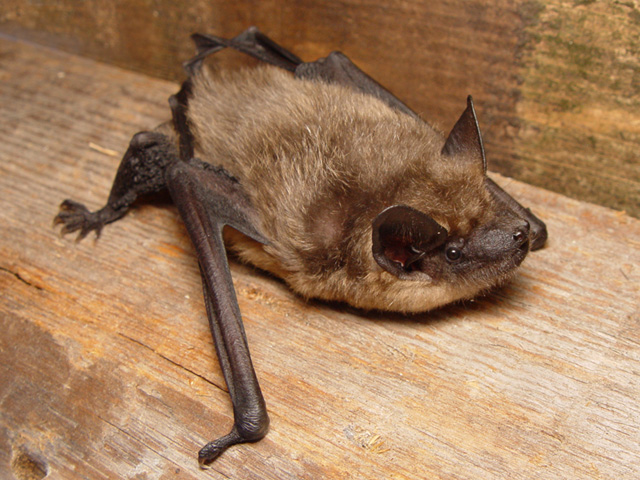
Breitflügelfledermaus

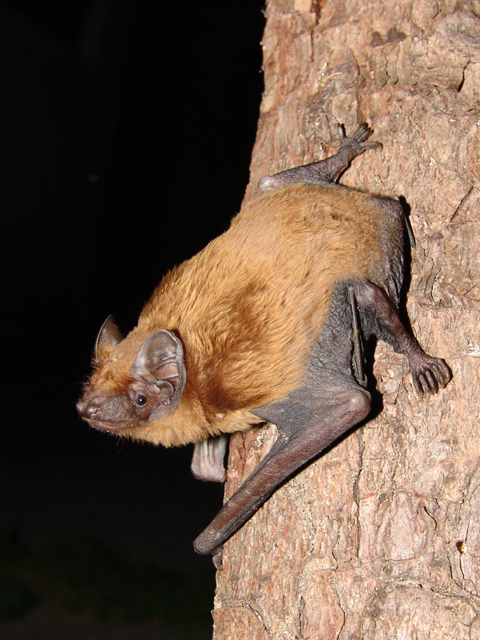
Großer Abendsegler

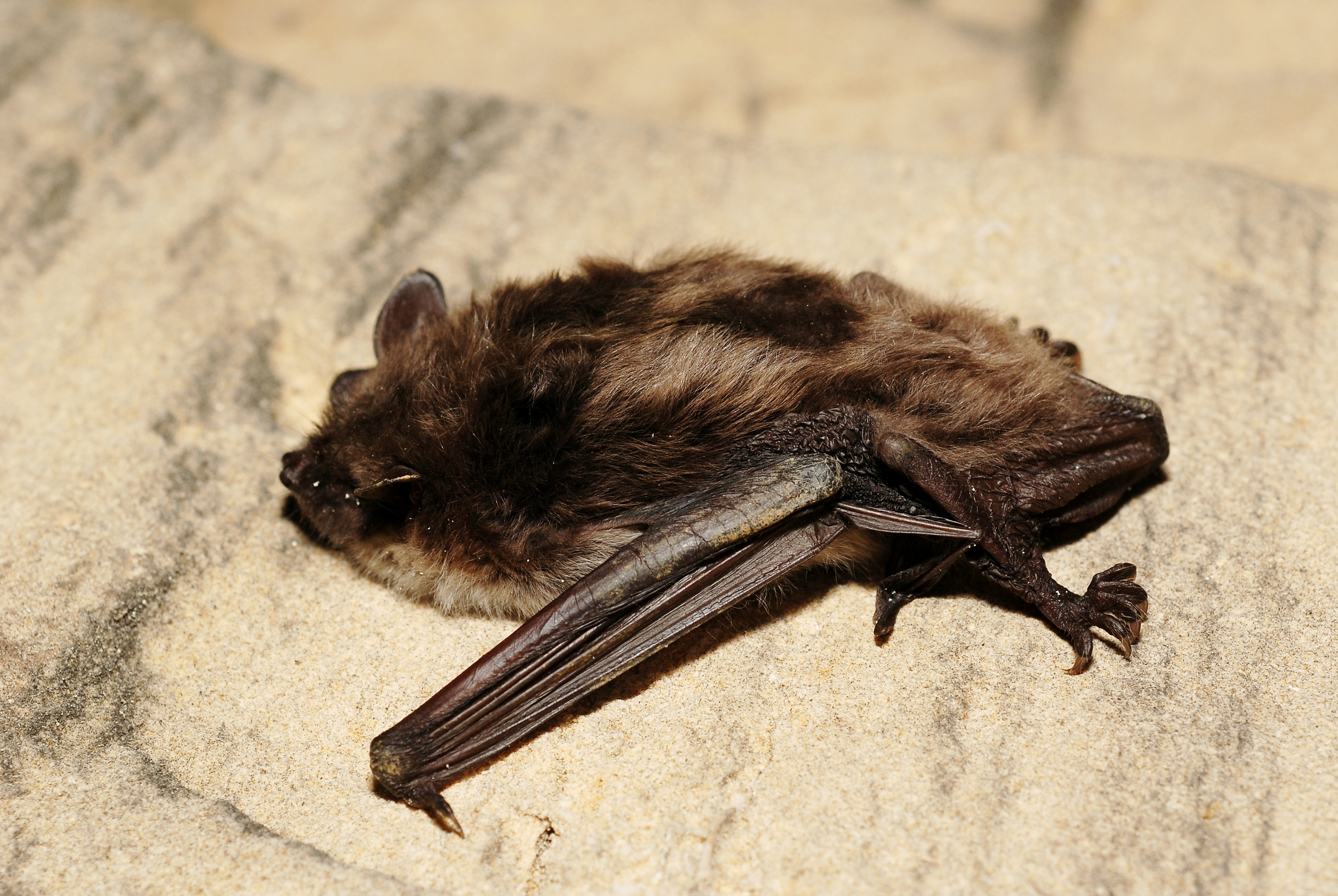
Teichfledermaus

### Glattnasen (Vespertilionidae)
- Langflügelfledermäuse (Miniopterinae)
  - Langflügelfledermaus (Miniopterus schreibersii)
- Eigentliche Glattnasen (Vespertilioninae)
  - Breitflügelfledermaus (Eptesicus serotinus)
  - Isabell-Breitflügelfledermaus (Eptesicus isabellinus) – Portugal und Spanien (mit Lanzarote)
  - Botta-Breitflügelfledermaus (Eptesicus bottae) – Russland
  - Anatolische Breitflügelfledermaus (Eptesicus anatolicus) – Griechenland (Rhodos) und Zypern
  - Nordfledermaus (Eptesicus nilssonii)
  - Eisgraue Fledermaus (Lasiurus cinereus) – Irrgast auf Island und Orkney
  - Mopsfledermaus (Barbastella barbastellus)
  - Östliche Mopsfledermaus (Barbastella leucomelas) – Russland
  - Braunes Langohr (Plecotus auritus)
  - Alpenlangohr (Plecotus macrobullaris)
  - Graues Langohr (Plecotus austriacus)
  - Sardisches Langohr (Plecotus sardus) – Italien (Sardinien)
  - Kanaren-Langohr (Plecotus teneriffae) – Portugal (Madeira) und Spanien (Kanaren)
  - Balkan-Langohr (Plecotus kolombatovici)
  - Großer Abendsegler (Nyctalus noctula)
  - Riesenabendsegler (Nyctalus lasiopterus)
  - Kleiner Abendsegler (Nyctalus leisleri)
  - Azoren-Abendsegler (Nyctalus azoreum) – Portugal (Azoren)
  - Zwergfledermaus (Pipistrellus pipistrellus)
  - Mückenfledermaus (Pipistrellus pygmaeus)
  - Weißrandfledermaus (Pipistrellus kuhlii)
  - Madeira-Fledermaus (Pipistrellus maderensis) – Portugal (Azoren und Madeira) und Spanien (Kanaren)
  - Rauhautfledermaus (Pipistrellus nathusii)
  - Zweifarbfledermaus (Vespertilio murinus)
  - Alpenfledermaus (Hypsugo savii)
- Mausohren (Myotinae)
  - Großes Mausohr (Myotis myotis)
  - Punisches Mausohr (Myotis punicus) – Frankreich (Korsika), Italien (Sardinien) und Malta
  - Europäisches Kleines Mausohr (Myotis oxygnathus)
  - Asiatisches Kleines Mausohr (Myotis blythii) – Russland
  - Kleine Bartfledermaus (Myotis mystacinus)
  - Steppen-Bartfledermaus (Myotis aurascens) – Bulgarien, Griechenland, Russland und Ukraine
  - Nymphenfledermaus (Myotis alcathoe)
  - Asiatische Bartfledermaus (Myotis nipalensis) – Russland
  - Große Bartfledermaus (Myotis brandtii)
  - Wimperfledermaus (Myotis emarginatus)
  - Fransenfledermaus (Myotis nattereri)
  - Bechsteinfledermaus (Myotis bechsteinii)
  - Langfußfledermaus (Myotis capaccinii)
  - Teichfledermaus (Myotis dasycneme)
  - Wasserfledermaus (Myotis daubentonii)
  - Iberische Fransenfledermaus (Myotis escalerai) – Spanien, Portugal, Gibraltar, Andorra, Frankreich

## Raubtiere

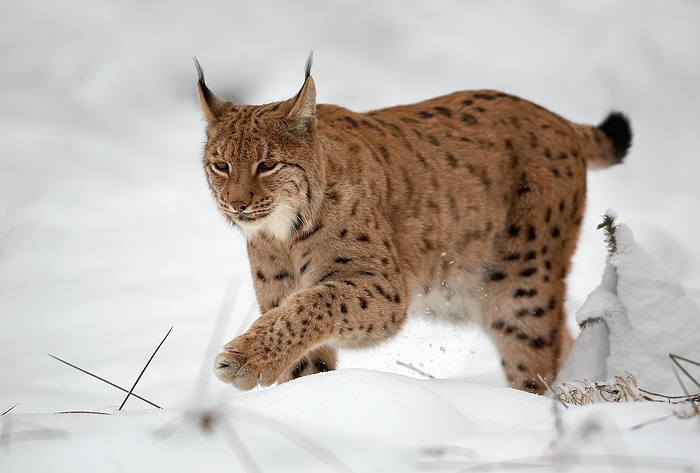
Eurasischer Luchs

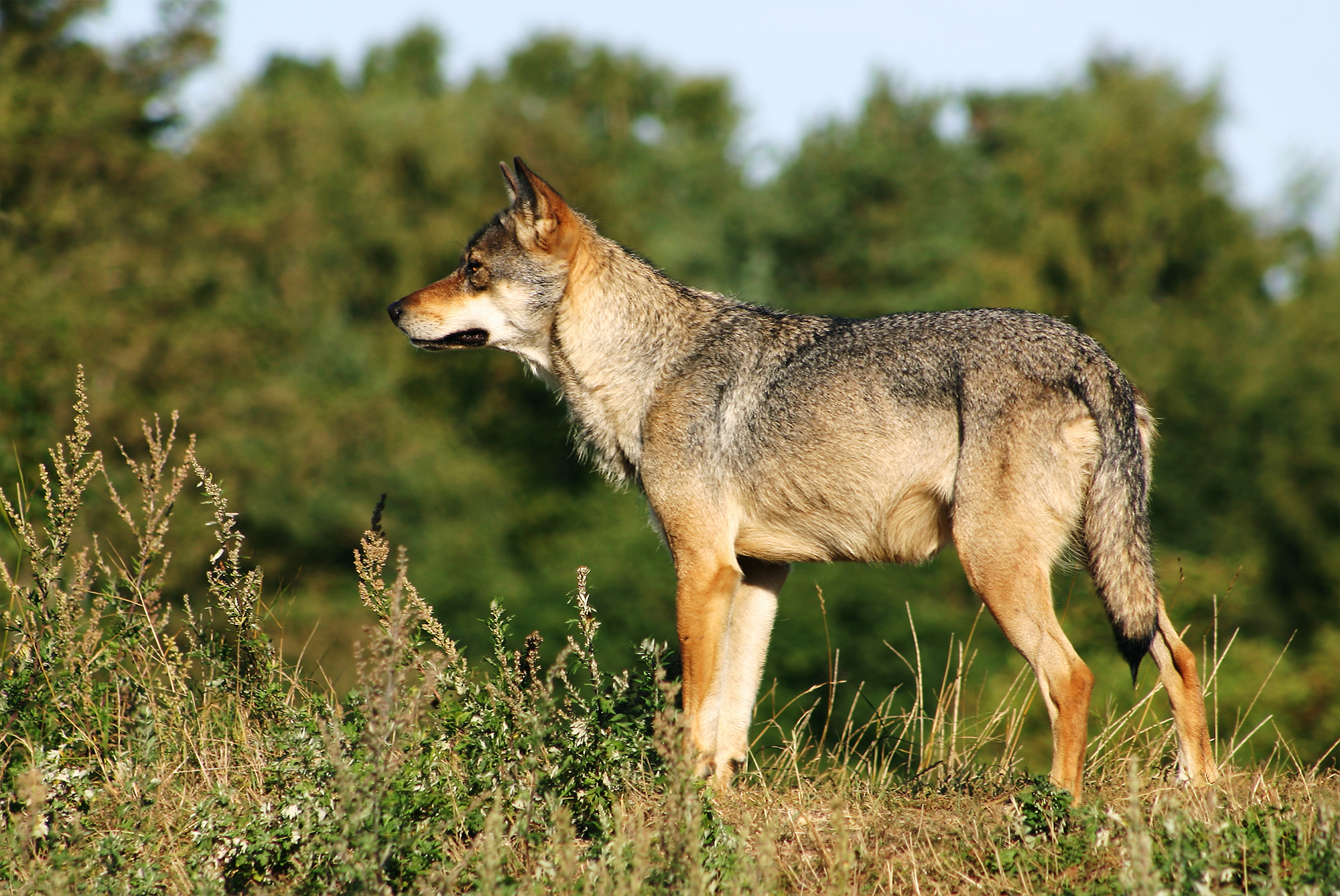
Wolf

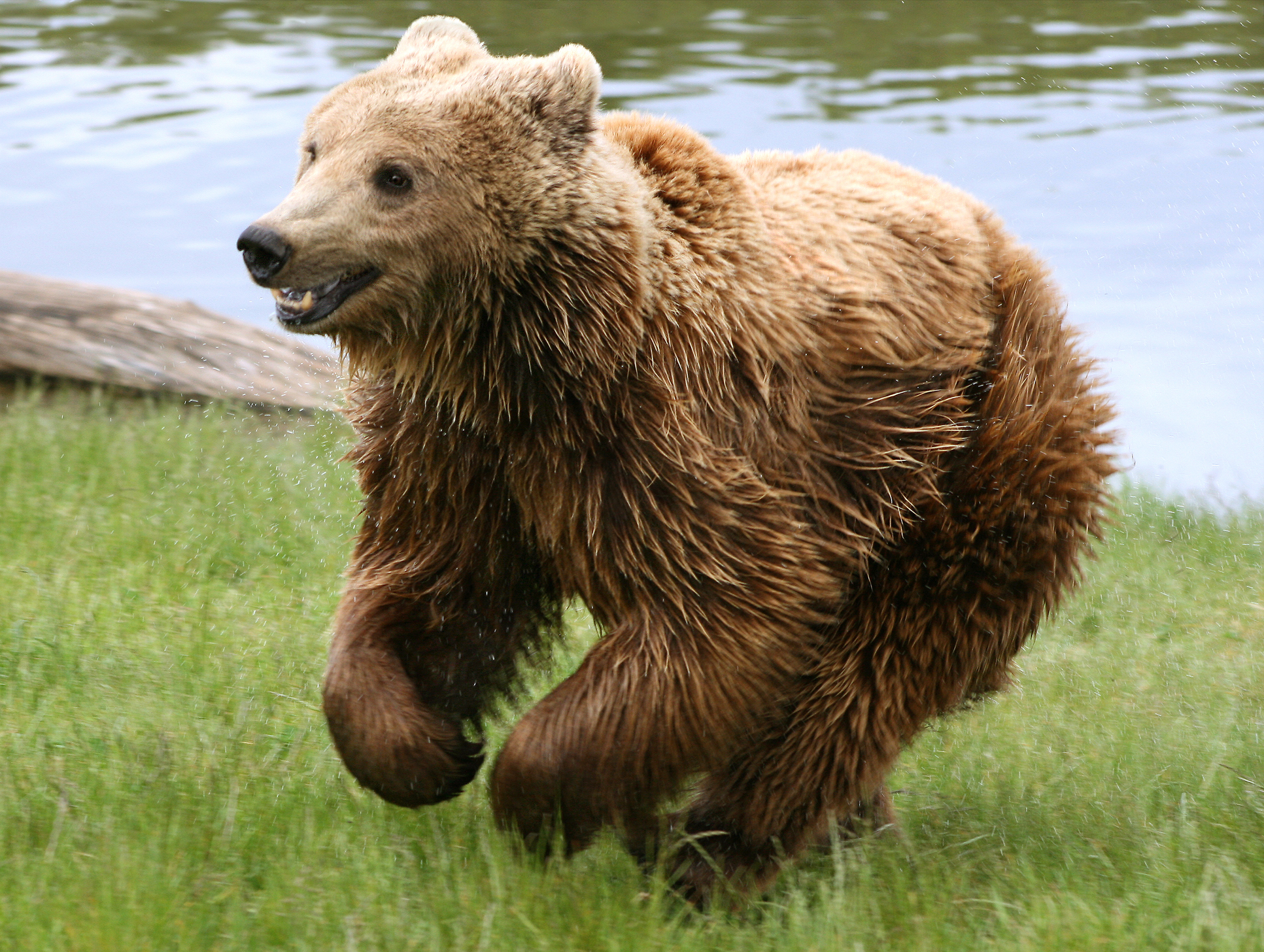
Braunbär

### Katzen (Felidae)
- Großkatzen (Pantherinae)
  - Leopard (Panthera pardus) – Russland
- Kleinkatzen (Felinae)
  - Rohrkatze (Felis chaus) – Russland
  - Europäische Wildkatze (Felis silvestris)
  - Felis lybica – Sizilien und Sardinien
  - Eurasischer Luchs (Lynx lynx)
  - Pardelluchs (Lynx pardinus) – Portugal und Spanien

### Schleichkatzen (Viverridae)
- Kleinfleck-Ginsterkatze (Genetta genetta) – Frankreich, Portugal und Spanien (mit Balearen)

### Mangusten (Herpestidae)
- Indischer Mungo (Urva edwardsii) – Neozoon in Italien
- Goldstaubmungo (Urva auropunctata) – Neozoon in Bosnien-Herzegowina und Kroatien
- Ichneumon (Herpestes ichneumon) – Portugal und Spanien

### Hyänen (Hyaenidae)
- Streifenhyäne (Hyaena hyaena) – Russland

### Hunde (Canidae)
- Goldschakal (Canis aureus)
- Wolf (Canis lupus)
- Marderhund (Nyctereutes procyonoides) – Neozoon
- Polarfuchs (Vulpes lagopus) – Finnland, Island, Norwegen (mit Spitzbergen), Russland und Schweden
- Steppenfuchs (Vulpes corsac) – Kasachstan und Russland
- Rotfuchs (Vulpes vulpes)

### Bären (Ursidae)
- Braunbär (Ursus arctos)
- Eisbär (Ursus maritimus) – Island, Norwegen (mit Spitzbergen) und Russland

### Walrosse (Odobenidae)

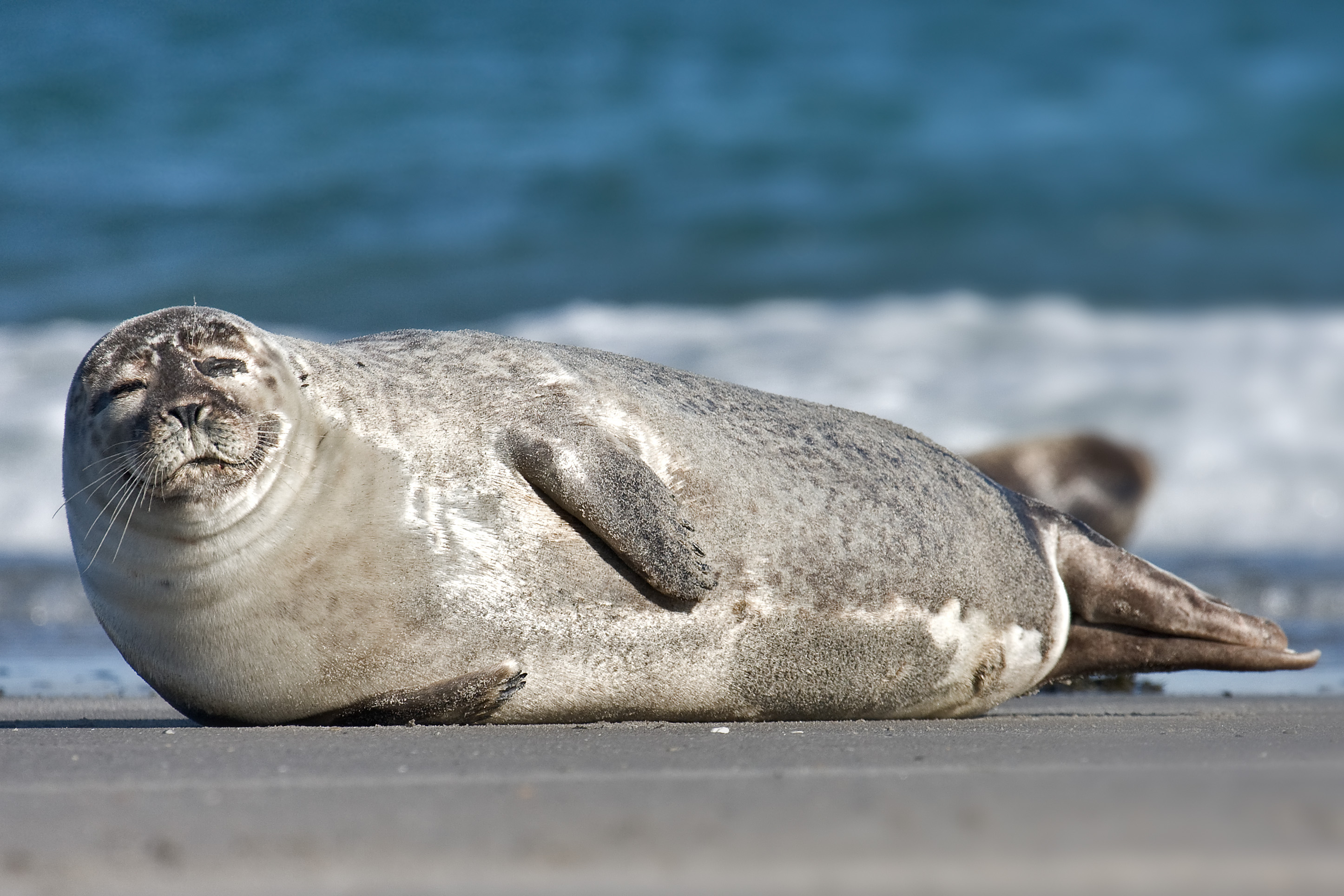
Seehund

- Walross (Odobenus rosmarus)

### Hundsrobben (Phocidae)
- Bartrobbe (Erignathus barbatus)
- Kegelrobbe (Halichoerus grypus)
- Seehund (Phoca vitulina)
- Sattelrobbe (Pagophilus groenlandicus)
- Eismeer-Ringelrobbe (Pusa hispida)
- Kaspische Robbe (Pusa caspica) – Kasachstan und Russland
- Klappmütze (Cystophora cristata)
- Mittelmeer-Mönchsrobbe (Monachus monachus)

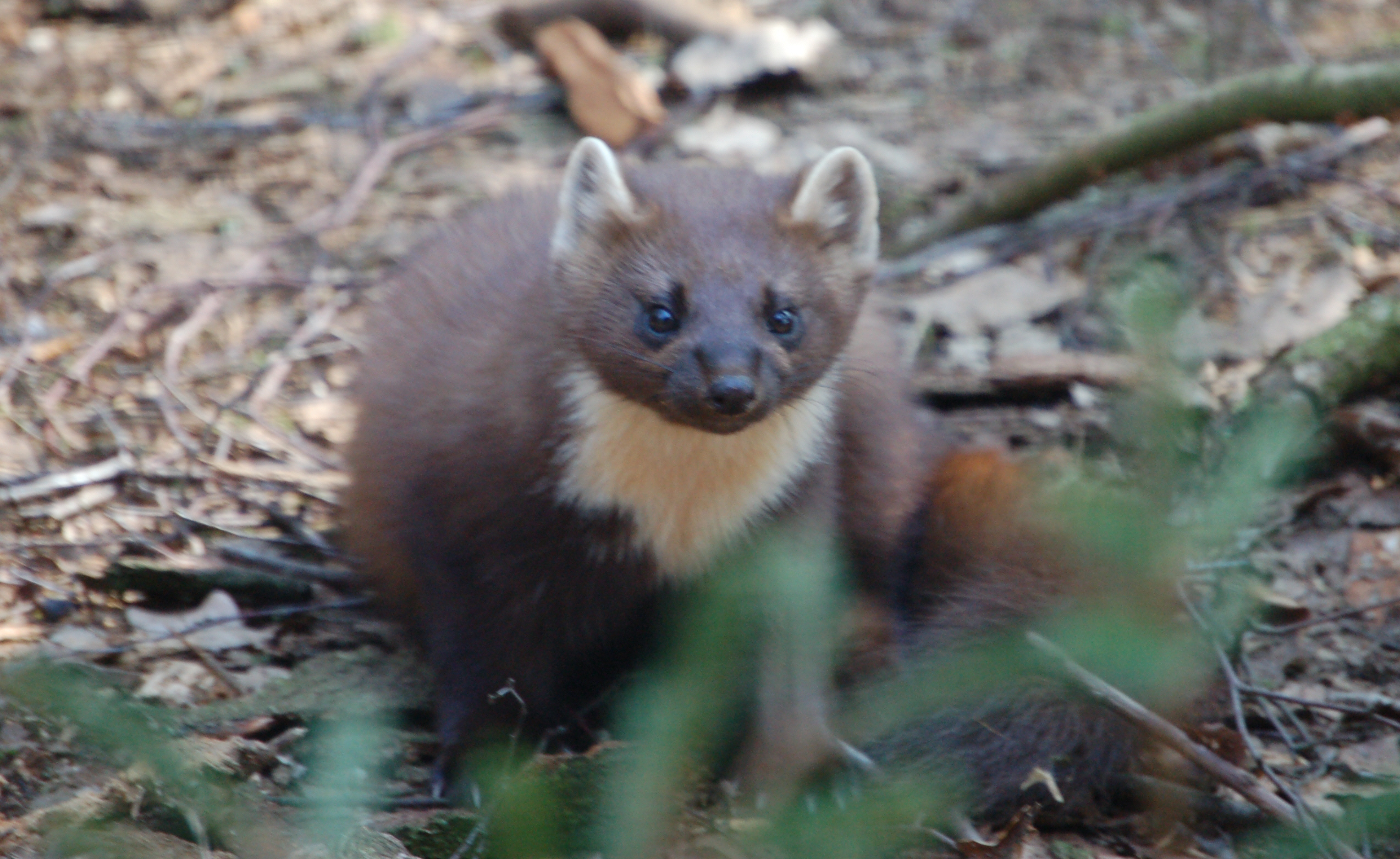
Baummarder

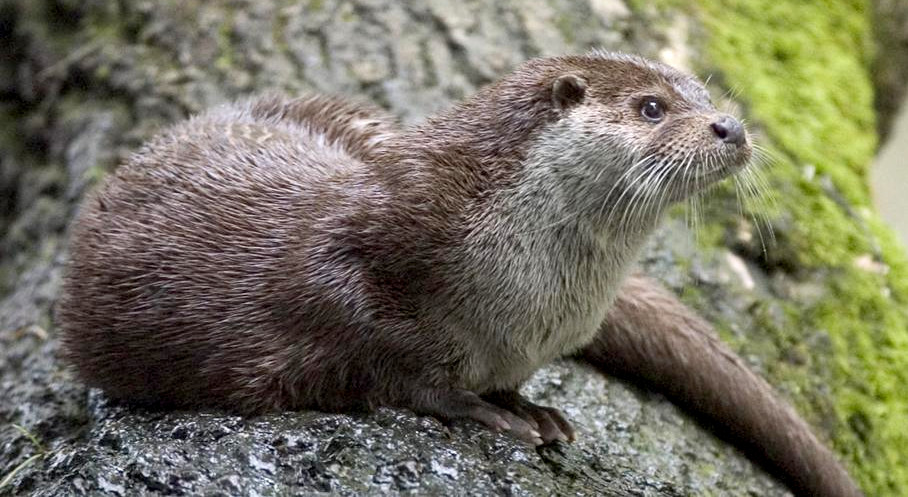
Fischotter

### Marder (Mustelidae)
- Mustelinae
  - Hermelin (Mustela erminea)
  - Mauswiesel (Mustela nivalis)
  - Feuerwiesel (Mustela sibirica) – Russland
  - Steppeniltis (Mustela eversmannii)
  - Europäischer Iltis (Mustela putorius)
  - Europäischer Nerz (Mustela lutreola)
  - Amerikanischer Nerz (Neovison vison) – Neozoon
  - Tigeriltis (Vormela peregusna)
  - Vielfraß (Gulo gulo) – Finnland, Norwegen, Russland und Schweden
  - Steinmarder (Martes foina)
  - Baummarder (Martes martes)
  - Europäischer Dachs (Meles meles)
  - Asiatischer Dachs (Meles leucurus) – Kasachstan und Russland
- Otter (Lutrinae)
  - Fischotter (Lutra lutra)

### Kleinbären (Procyonidae)
- Waschbär (Procyon lotor) – Neozoon

## Paarhufer

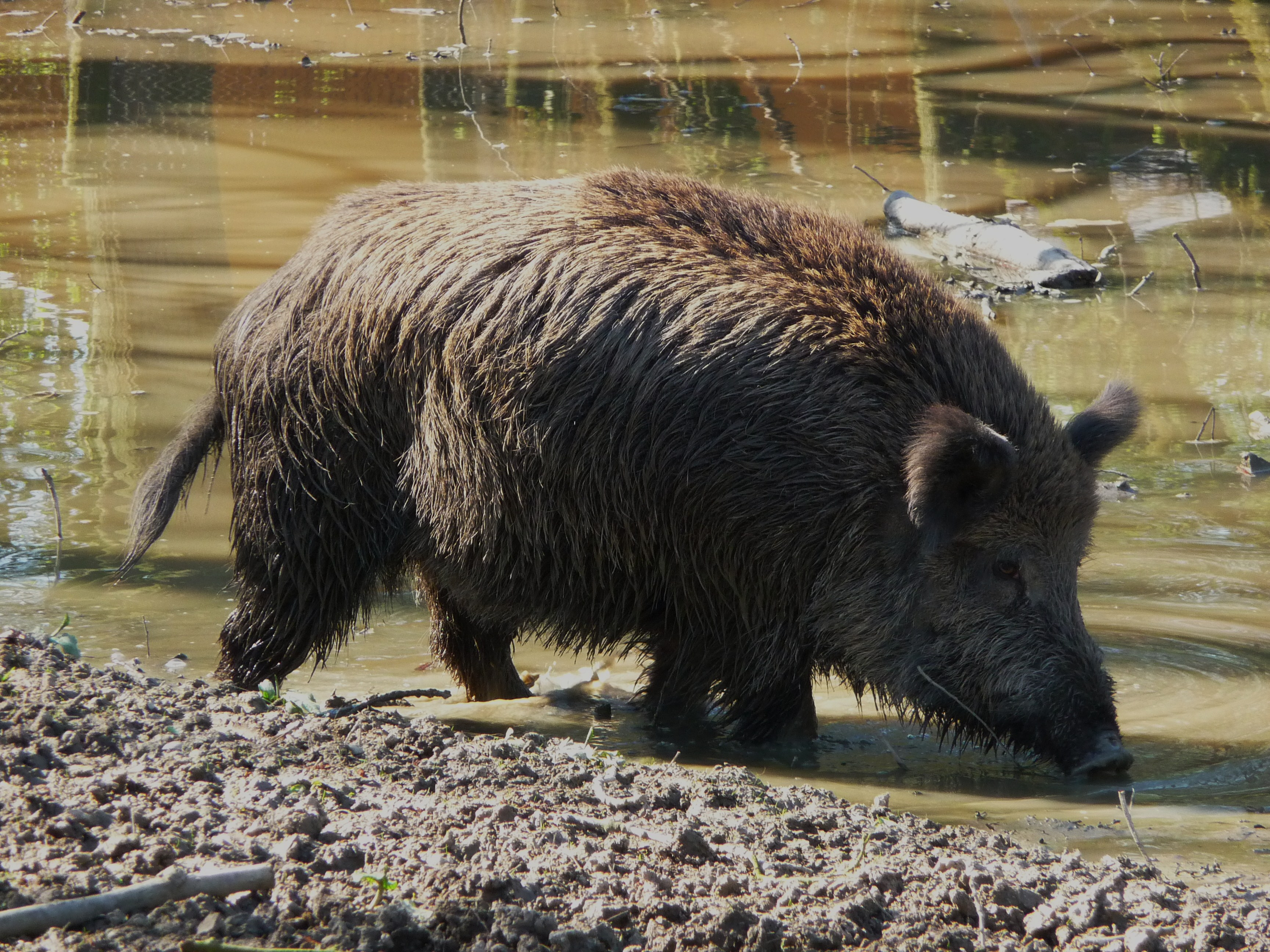
Wildschwein

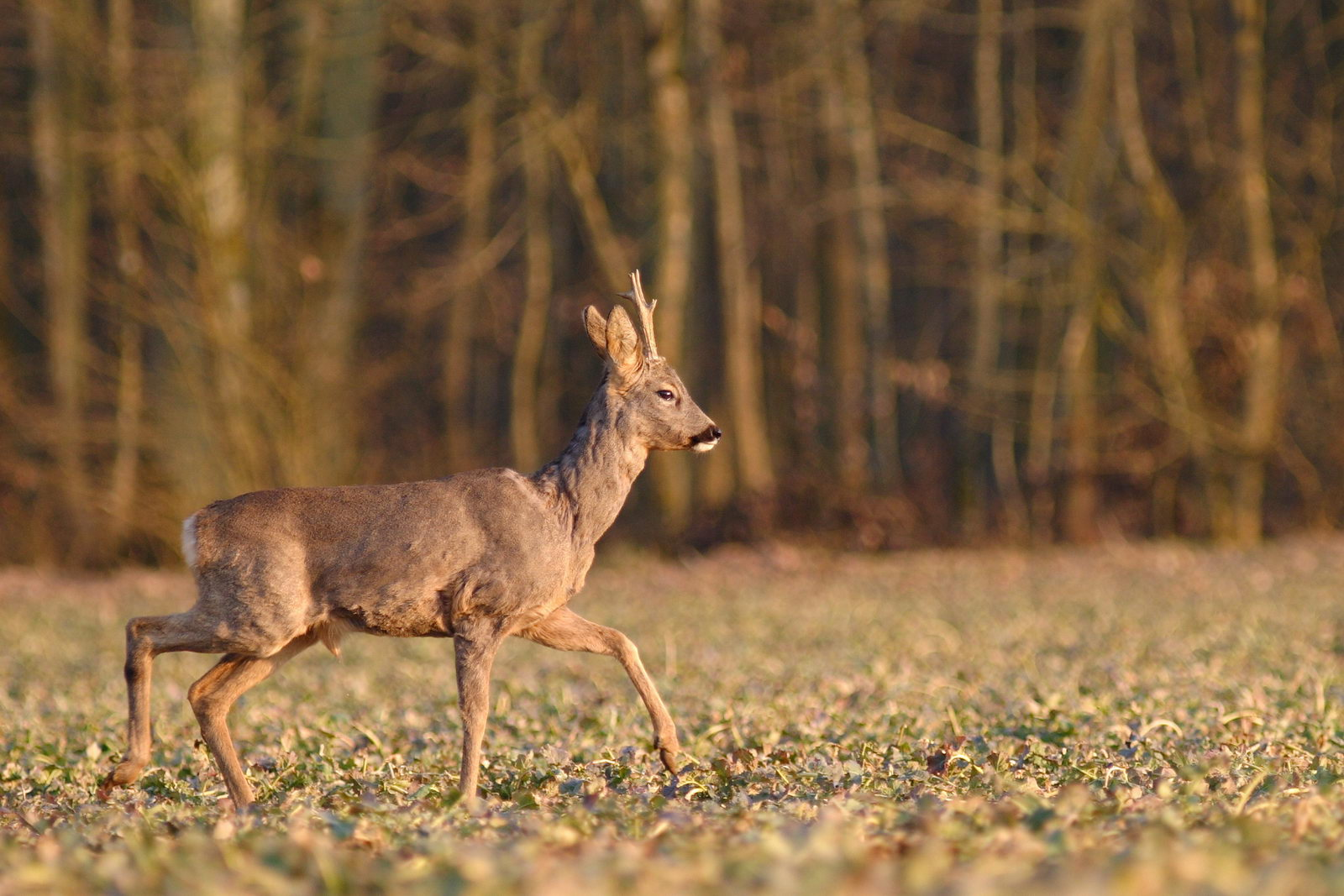
Reh

### Echte Schweine (Suidae)
- Wildschwein (Sus scrofa)

### Hirsche (Cervidae)
- Echte Hirsche (Cervinae)
  - Axishirsch (Axis axis) – Neozoon in Kroatien, Moldawien und Ukraine
  - Damhirsch (Dama dama)
  - Rothirsch (Cervus elaphus)
  - Sikahirsch (Cervus nippon) – Neozoon
  - Chinesischer Muntjak (Muntiacus reevesi) – Neozoon im Vereinigten Königreich
- Wasserrehe (Hydropotinae)
  - Wasserreh (Hydropotes inermis) – Neozoon in Frankreich und im Vereinigten Königreich
- Trughirsche (Capreolinae)
  - Reh (Capreolus capreolus)
  - Sibirisches Reh (Capreolus pygargus) – Russland; Neozoon in Lettland und Litauen
  - Elch (Alces alces)
  - Weißwedelhirsch (Odocoileus virginianus) – Neozoon in Finnland, Kroatien, Serbien und Tschechien
  - Ren (Rangifer tarandus) – Finnland, Island, Norwegen (mit Spitzbergen), Russland und Schweden

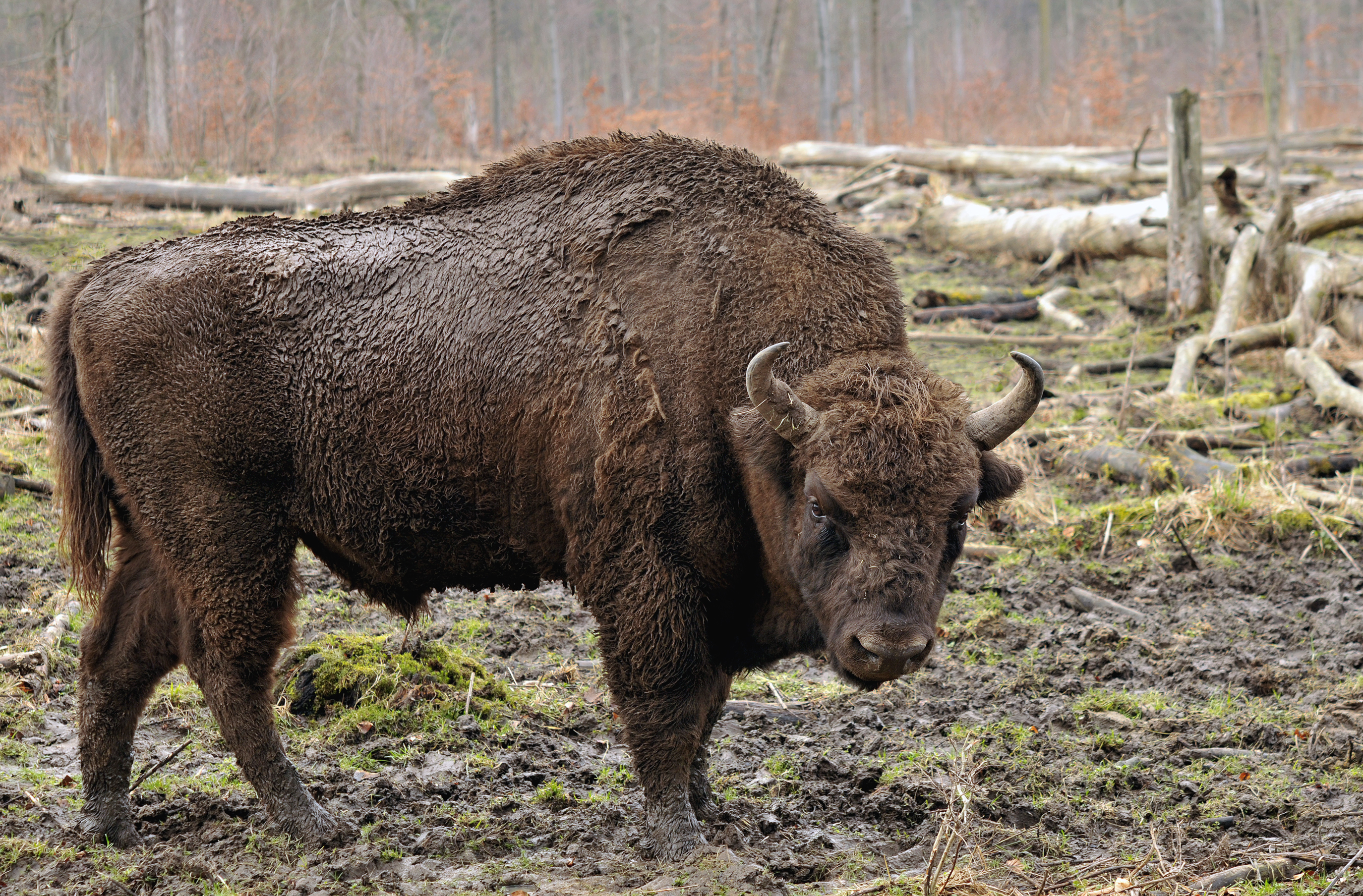
Wisent

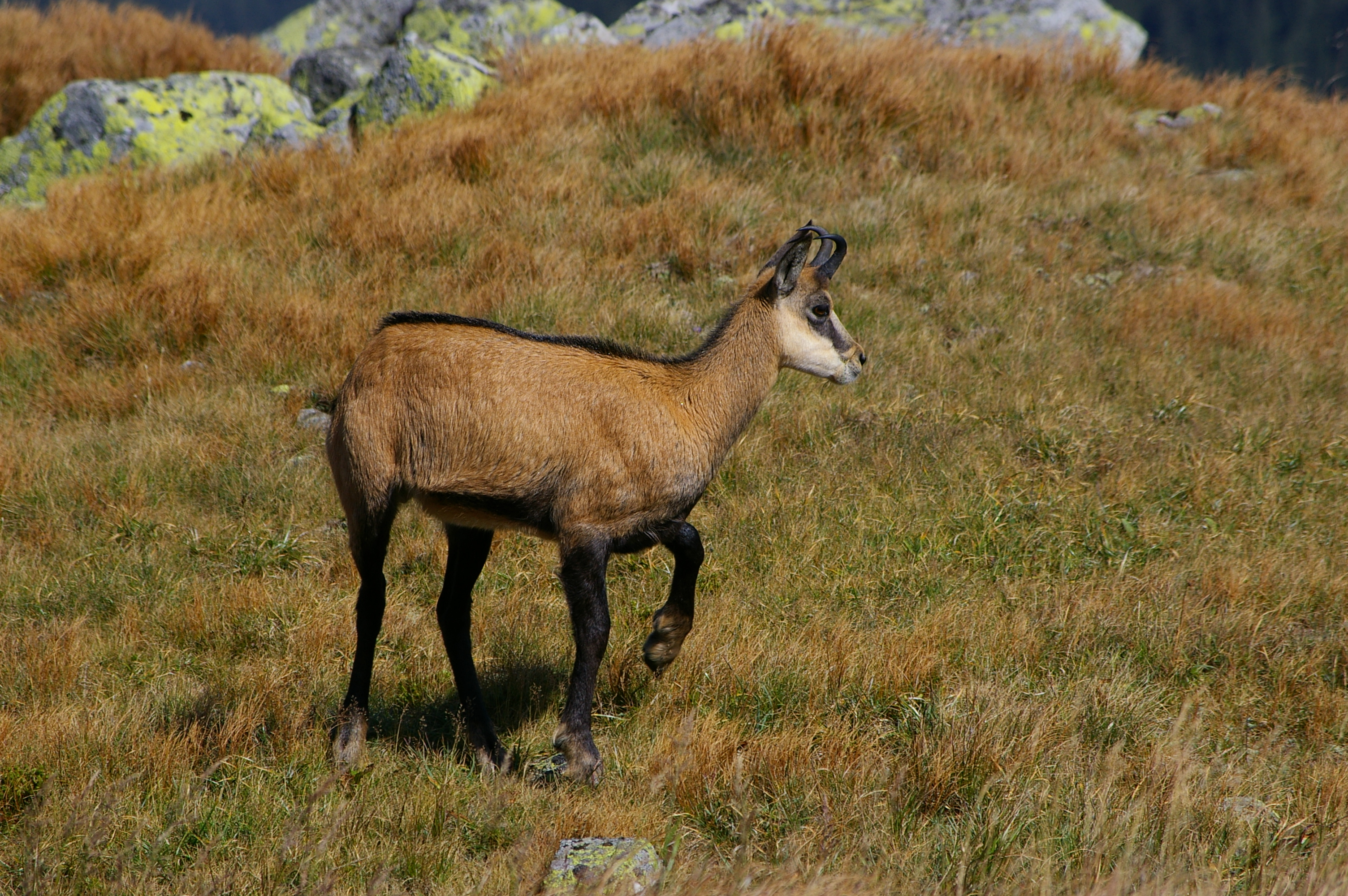
Gämse

### Hornträger (Bovidae)
- Gazellenartige (Antilopinae)
  - Saiga (Saiga tatarica) – Kasachstan und Russland
- Rinder (Bovinae)
  - Wisent (Bison bonasus) – Polen, Belarus, Deutschland
  - Wasserbüffel (Bubalus arnee)
- Ziegenartige (Caprinae)
  - Mähnenspringer (Ammotragus lervia) – Neozoon in Spanien (mit Kanaren)
  - Moschusochse (Ovibos moschatus) – Neozoon in Norwegen und Schweden
  - Wildschaf (Ovis orientalis)
    - Europäischer Mufflon (Ovis orientalis musimon)
    - Zypern-Mufflon (Ovis orientalis ophion )

  - Gämse (Rupicapra rupicapra)
  - Pyrenäen-Gämse (Rupicapra pyrenaica) – Frankreich, Italien und Spanien
  - Wildziege (Capra aegagrus) – Griechenland (mit Kreta), Russland und Slowakei
  - Alpensteinbock (Capra ibex) – Deutschland, Frankreich, Italien, Österreich und Schweiz
  - Iberiensteinbock (Capra pyrenaica) – Frankreich und Spanien
  - Westkaukasischer Steinbock (Capra caucasica) – Russland
  - Ostkaukasischer Steinbock (Capra cylindricornis) – Russland

## Wale
Die Taxonomie der Wale folgt hauptsächlich Mead und Brownell (in Wilson und Reeder, 2005). Die Gattungen und Arten folgen Mitchell-Jones und Mitarbeitern (1999).

### Glattwale (Balaenidae)
- Atlantischer Nordkaper (Eubalaena glacialis)
- Grönlandwal (Balaena mysticetus)

### Furchenwale (Balaenopteridae)
- Nördlicher Zwergwal (Balaenoptera acutorostrata)
- Seiwal (Balaenoptera borealis)
- Finnwal (Balaenoptera physalus)
- Blauwal (Balaenoptera musculus)
- Buckelwal (Megaptera novaeangliae)

### Delfine (Delphinidae)
- Rauzahndelfin (Steno bredanensis)
- Gemeiner Delfin (Delphinus delphinus)
- Kamerunflussdelfin (Sousa teuszii)
- Schlankdelfin (Stenella attenuata)
- Blau-Weißer Delfin (Stenella coeruleoalba)
- Zügeldelfin (Stenella frontalis)
- Borneodelfin (Lagenodelphis hosei)
- Weißseitendelfin (Lagenorhynchus acutus)
- Weißschnauzendelfin (Lagenorhynchus albirostris)
- Großer Tümmler (Tursiops truncatus)
- Rundkopfdelfin (Grampus griseus)
- Grindwal (Globicephala melas)
- Kurzflossen-Grindwal (Globicephala macrorhynchus)
- Schwertwal (Orcinus orca)
- Kleiner Schwertwal (Pseudorca crassidens)
- Zwerggrindwal (Feresa attenuata)
- Breitschnabeldelfin (Peponocephala electra)

### Gründelwale (Monodontidae)
- Weißwal (Delphinapterus leucas)
- Narwal (Monodon monoceros)

### Schweinswale (Phocoenidae)
- Gewöhnlicher Schweinswal (Phocoena phocoena)

### Pottwale (Physeteridae)
- Zwergpottwal (Kogia breviceps)
- Kleiner Pottwal (Kogia simus)
- Pottwal (Physeter catodon)

### Schnabelwale (Ziphiidae)
- Nördlicher Entenwal (Hyperoodon ampullatus)
- Cuvier-Schnabelwal (Ziphius cavirostris)
- Sowerby-Zweizahnwal (Mesoplodon bidens)
- Camperdown-Wal (Mesoplodon grayi)
- True-Wal (Mesoplodon mirus)
- Blainville-Schnabelwal (Mesoplodon densirostris)
- Gervais-Zweizahnwal (Mesoplodon europaeus)